# Vancouver
Vancouver (pronúncia em inglês: [vænˈkuːvər/] (escutarⓘ)) ou Vancôver é uma cidade importante no oeste do Canadá, localizada na região de Lower Mainland, na Colúmbia Britânica. Como a cidade mais populosa da província, o censo de 2016 registrou um total de 631 486 habitantes na cidade, ante a 603 502 em 2011. A região da Grande Vancouver tinha uma população de 2 463 431 em 2016, tornando-se a terceira maior região metropolitana do Canadá. Vancouver tem a maior densidade populacional do Canadá, com mais de 5 400 habitantes por quilômetro quadrado, o que a torna a quinta cidade, dentre aquelas com mais de 250 mil habitantes, mais densamente povoada da América do Norte, atrás de Nova Iorque, Guadalajara, São Francisco, e Cidade do México. Vancouver é uma das cidades mais diversas do Canadá, tanto etnicamente quanto linguisticamente. Um total de 52% de seus residentes não são falantes nativos de inglês, 48,9% não são falantes nativos nem de inglês nem de francês e 50,6% dos residentes pertencem a grupos minoritários visíveis.
Vancouver é frequentemente classificada como uma das cinco melhores cidades do mundo em qualidade de vida e habitabilidade, e a Economist a reconheceu como a primeira classificada entre as dez melhores cidades do mundo por dez anos consecutivos. No entanto, Vancouver também é considerada a cidade mais cara para se viver no Canadá e com o quarto mercado imobiliário mais caro do mundo. Em 2011, a cidade planejava se tornar a cidade mais verde do mundo até 2020. O vancouverismo é o nome dado à filosofia de projeto e planejamento urbano da cidade.
Vancouver foi originalmente chamada de Gastown e começou como um assentamento que cresceu ao redor do local de uma taverna improvisada no canto oeste da serraria de Hastings, que foi construída em 1.º de julho de 1867 e de propriedade de Gassy Jack. O local original é marcado pelo relógio a vapor de Gastown. Gastown, então, foi formalmente registrada como uma cidade chamada Granville, na Enseada de Burrard. A cidade foi rebatizada de "Vancouver" em 1886, por meio de um acordo com a Canadian Pacific Railway (CPR). A Ferrovia Transcontinental do Pacífico Canadense foi estendida para a cidade em 1887. O grande porto natural da cidade no Oceano Pacífico tornou-se um elo vital no comércio entre a Ásia-Pacífico, Leste Asiático, Europa e Leste do Canadá.
A cidade já sediou muitas conferências e eventos internacionais, incluindo os Jogos da Commonwealth de 1954, o UN Habitat I, Expo 86, a APEC Canadá de 1997, o Jogos Mundiais dos Policiais e Bombeiros em 1989 e 2009; várias partidas da Copa do Mundo de Futebol Feminino de 2015, incluindo as finais no BC Place, no centro de Vancouver, e os Jogos Olímpicos e Paraolímpicos de Inverno de 2010, que foram realizados em Vancouver e Whistler, um resort a 125 km ao norte da cidade. Em 1969, o Greenpeace foi fundado em Vancouver. A cidade se tornou o lar permanente das conferências TED em 2014.
Em 2016, o Porto da Metro Vancouver era o quarto maior porto em tonelagem das Américas, o mais movimentado e maior do Canadá e o mais diversificado da América do Norte. Enquanto a silvicultura continua sendo sua maior indústria, Vancouver é conhecida como um centro urbano cercado pela natureza, tornando o turismo sua segunda maior indústria. Os grandes estúdios de produção cinematográfica em Vancouver e nas proximidades de Burnaby transformaram a Grande Vancouver e áreas próximas em um dos maiores centros de produção cinematográfica da América do Norte, ganhando o apelido de "Hollywood do Norte".

## Etimologia
A cidade recebeu o nome de George Vancouver, que explorou o porto de Burrard Inlet em 1792 e deu vários nomes britânicos a diversos locais. O próprio nome de família Vancouver é originário do neerlandês "Van Coevorden", denotando alguém da cidade de Coevorden nos Países Baixos. Os ancestrais do explorador foram para a Inglaterra de Coevorden, que é o local de origem do nome que eventualmente se tornou "Vancouver".

## História

### Povos nativos
Vestígios arqueológicos indicam que povos aborígenes tenham habitado a região onde atualmente está localizada a cidade de Vancouver pelo menos há três mil anos. Os traços de diversos assentamentos em torno de Vancouver indicam que os aborígenes habitantes da região possuíam um complexo sistema social.

### Colonização europeia

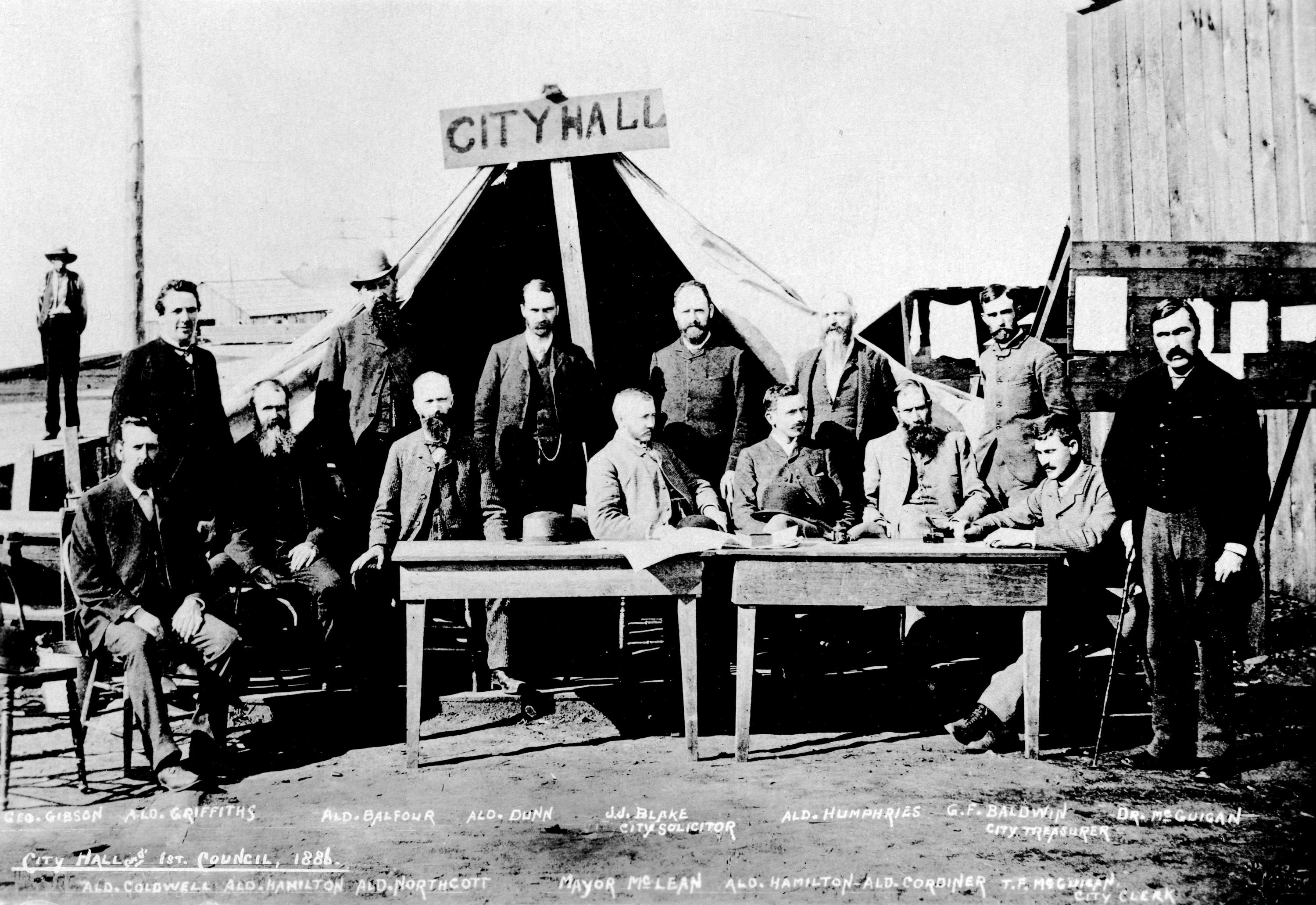
Um retrato da primeira reunião do Conselho de Vancouver, após o incêndio de 1886

A chegada de navios espanhóis capitaneados por José Maria Narvaez em 1791, e por George Vancouver do Reino Unido no ano seguinte, trouxe grandes mudanças na vida dos aborígenes da região. O primeiro assentamento europeu de caráter permanente estabelecido na área de Vancouver foi fundado em 1862. A instalação de uma madeireira em Moodyville, atual North Vancouver, em 1863, permitiu a expansão da indústria madeireira, desde então uma fonte de renda primária da economia da região de Vancouver.
O assentamento de Gastown cresceu em torno de uma taverna, estabelecido por Gassy Jack Deighton em 1867. Em 1870, o governo colonial estudou o assentamento, e fundou um assentamento, Granville, que, com sua baía natural, foi selecionado como ponto terminal da Canadian Pacific Railway. A construção da ferrovia, por parte do governo canadense, foi a condição imposta pela Colômbia Britânica para que esta se juntasse ao Canadá, juntando-se à Confederação em 1871. A Cidade de Vancouver foi incorporada em 6 de abril de 1886, no mesmo ano da inauguração da Canadian Pacific Railway, e da chegada do primeiro trem transcontinental à cidade.

### Século XX

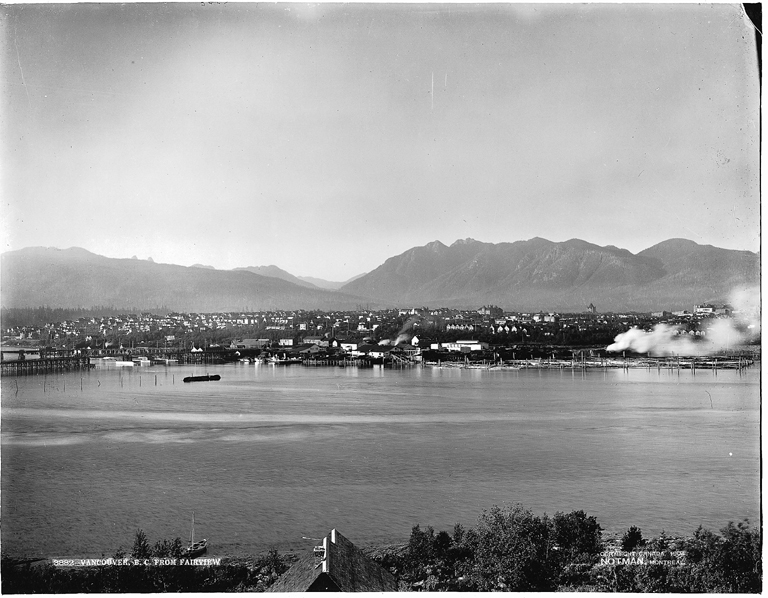
Vista de Vancouver a partir de Fairview em 1904

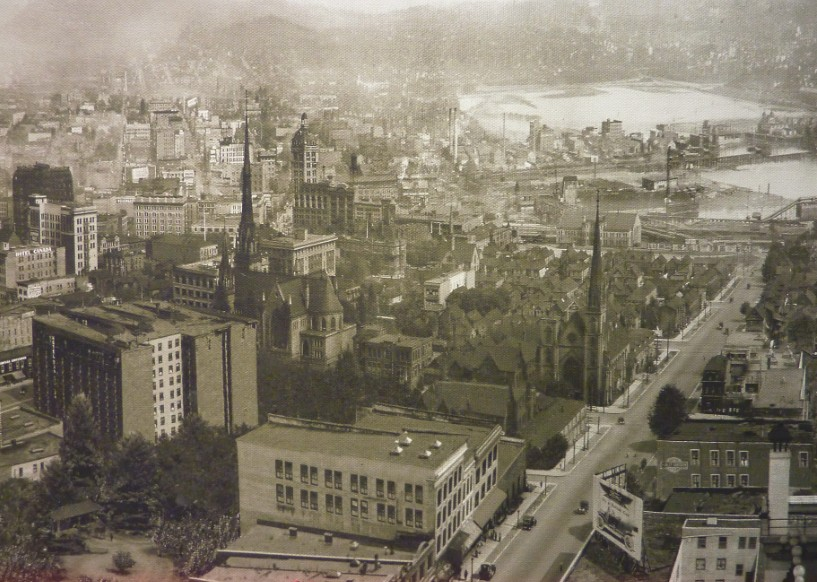
A cidade em 1915

O domínio da economia pelos grandes negócios foi acompanhado por um movimento trabalhista, muitas vezes militante. A primeira grande greve ocorreu em 1903, quando funcionários ferroviários atingiram o Canadian Pacific Railway (CPR) para o reconhecimento sindical. O líder trabalhista Frank Rogers foi morto pela polícia da CPR enquanto estava escolhendo as docas, tornando-se o primeiro mártir do movimento na Colúmbia Britânica. O aumento das tensões industriais em toda a província levou à primeira greve geral do Canadá em 1918, nas minas de carvão de Cumberland, na Ilha de Vancouver. Após a calamidade na década de 1920, a onda de greve atingiu o pico em 1935, quando os homens desempregados inundaram a cidade para protestar em condições nos campos de socorro administrados pelos militares em áreas remotas em toda a província. Após dois meses tênues de protestos diários, os grevistas dos campos decidiram levar suas queixas ao governo federal e embarcaram na chamada "On-to-Ottawa Trek", mas seu protesto foi derrubado por força. Os trabalhadores foram presos perto da Missão e internados em campos de trabalho durante o período da Depressão.
Outros movimentos sociais, como o primeira onda do feminismo, reformas morais e os movimentos de temperança também foram instrumentais no desenvolvimento de Vancouver. Mary Ellen Smith, um sufragista e proibicionista de Vancouver, tornou-se a primeira mulher eleita para uma legislatura provincial no Canadá em 1918. A proibição do álcool começou na Primeira Guerra Mundial e durou até 1921, quando o governo provincial estabeleceu o controle sobre as vendas de álcool, uma prática ainda em vigor hoje. A primeira lei de drogas do Canadá ocorreu após um inquérito realizado pelo Ministro Federal do Trabalho e pelo futuro Primeiro-Ministro, William Lyon Mackenzie King. King foi condenado a investigar os danos resultantes de uma revolta quando a Exclusão da Liga Asiática levou a tumultos através em Chinatown e Japantown. Dois dos reclamantes eram fabricantes de ópio e, depois de uma investigação mais aprofundada, King descobriu que mulheres brancas estavam frequentemente em lojas de ópio e com homens chineses. Uma lei federal que proíbe a fabricação, a venda e a importação de ópio para fins não medicinais foi aprovado pouco depois dessas revelações. Esses tumultos e a formação da Liga de Exclusão Asiática também atuaram como sinais do crescente medo e desconfiança em relação aos japoneses que viviam em Vancouver e ao longo de toda a Colúmbia Britânica. Esses temores foram exacerbados pelo ataque a Pearl Harbor, durante a Segunda Guerra Mundial, o que levou ao eventual internamento ou deportação de todos os japoneses-canadenses que viviam na cidade e na província. Após a guerra, esses homens e mulheres japonês-canadenses não foram autorizados a retornar a cidades como Vancouver, fazendo com que as áreas, como o já mencionado Japantown, deixassem de ser áreas etnicamente japonesas, já que tais comunidades nunca reviveram.
A fusão com Point Gray e South Vancouver deu à cidade suas fronteiras finais, pouco antes de se tornar a terceira maior metrópole do país. Em 1 de janeiro de 1929, a população do Vancouver era 228.193 habitantes.

## Geografia

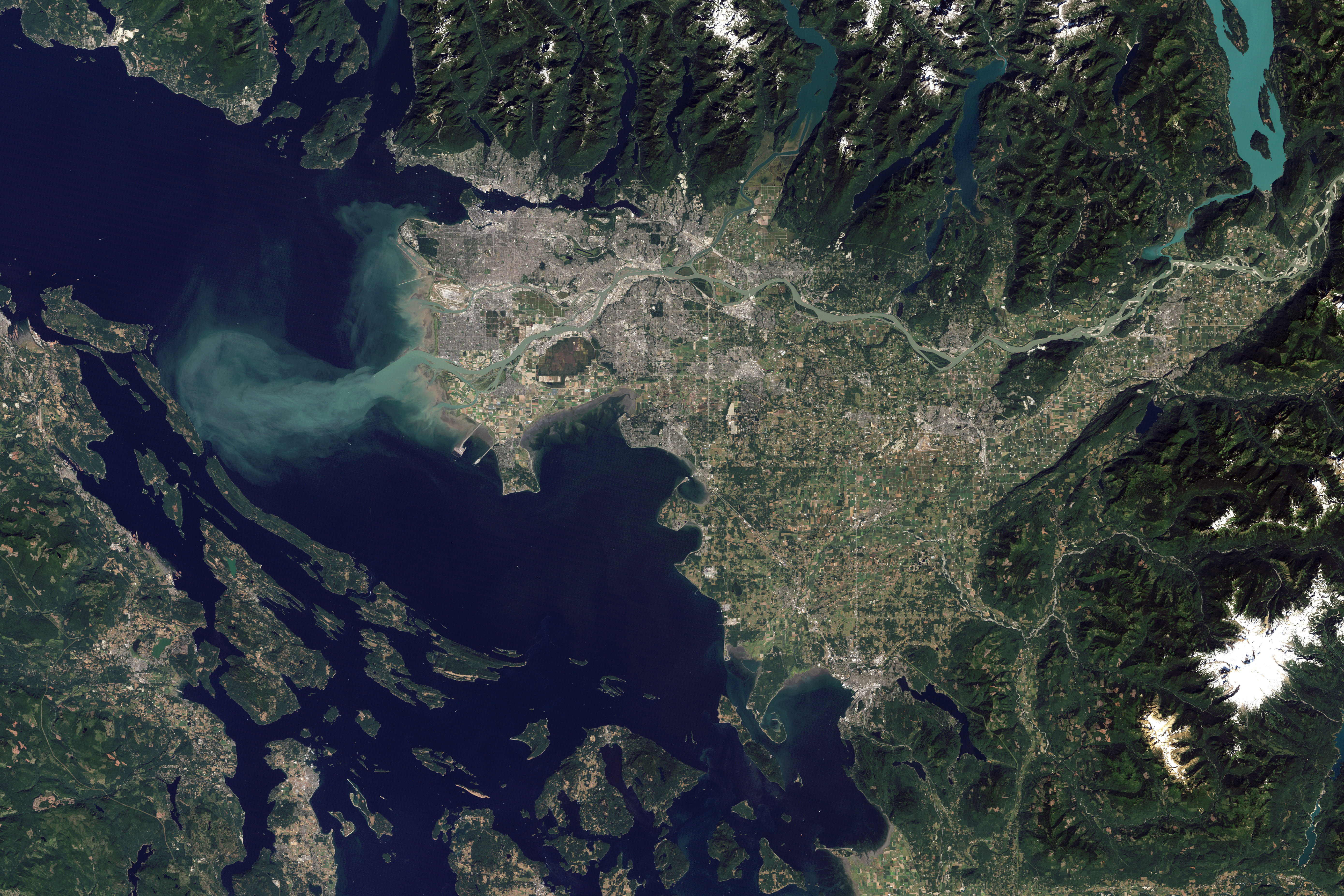
Imagem de satélite da cidade

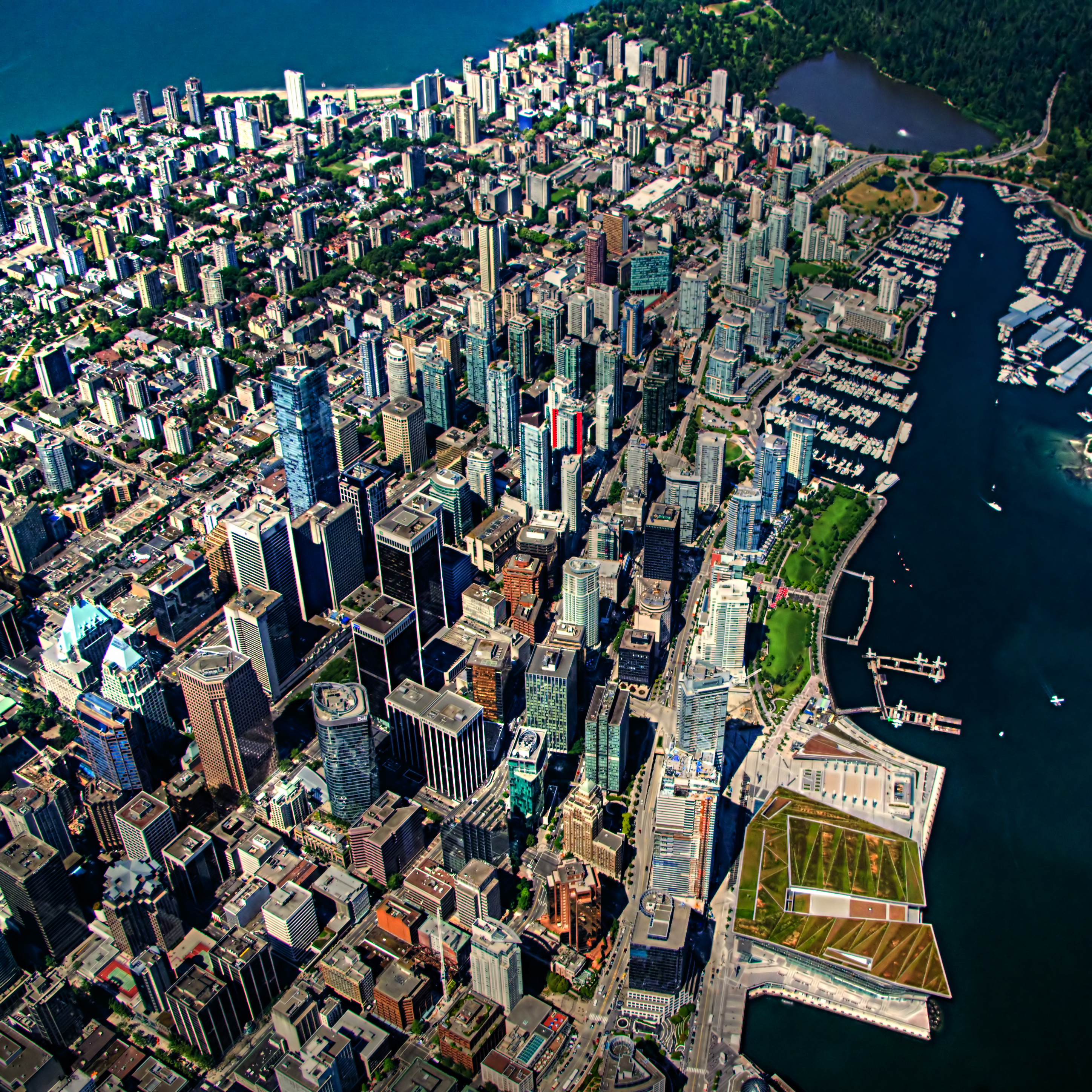
Vista aérea de Vancouver

Localizado na Península Burrard, Vancouver fica entre o Burrard Inlet, ao norte e o rio Fraser, ao sul. O Estreito de Geórgia, a oeste, é protegido do Oceano Pacífico pela Ilha de Vancouver. A cidade tem uma área de 114 km², com terreno plano e montanhoso e está no fuso horário do Pacífico (UTC-8) e no ecozona marítimo do Pacífico. Até a cidade receber seu nome em 1885, "Vancouver" se referia à Ilha de Vancouver, e continua a ser um equívoco comum de que a cidade está localizada na ilha. A ilha e a cidade são nomeadas em nome do capitão George Vancouver, da Royal Navy (assim como a cidade de Vancouver nos Estados Unidos).
Vancouver tem um dos maiores parques urbanos da América do Norte, o Parque Stanley, que cobre 404,9 hectares. As Montanhas North Shore dominam a paisagem urbana e, em um dia claro, a vista panorâmica inclui o Monte Baker, um vulcão coberto de neve no estado de Washington, Estados Unidos, a sudeste; a Ilha de Vancouver, através do Estreito de Geórgia, a oeste e sudoeste; e a Ilha Bowen a noroeste.
A vegetação na área de Vancouver era originalmente uma floresta tropical temperada, que consistia de coníferas, com bolsões dispersos de bordos e amieiros e grandes áreas de pântano (mesmo em áreas de montanha, devido à fraca drenagem). As coníferas eram uma típica mistura litorânea do Columbia Britânica de Pseudotsuga menziesii, Thuja plicata e Tsuga heterophylla. Acredita-se que a área tenha tido as maiores árvores dessas espécies na costa da Colúmbia Britânica. Somente a altura das árvores da Baía de Elliott, em Seattle, rivaliza com as de Burrard Inlet e Baía Inglesa. As maiores árvores da floresta de crescimento antigo de Vancouver estavam na área de Gastown, onde ocorreu a primeira exploração madeireira, e nas encostas do sul de False Creek e Baía Inglesa, especialmente em torno da Praia Jericho. A floresta no Parque Stanley foi registrada entre as décadas de 1860 e 1880 e a evidência de técnicas de exploração madeireira à moda antiga ainda pode ser vista na região.

### Clima
| Gráfico climático para Vancouver                                   | Gráfico climático para Vancouver | Gráfico climático para Vancouver | Gráfico climático para Vancouver | Gráfico climático para Vancouver | Gráfico climático para Vancouver | Gráfico climático para Vancouver | Gráfico climático para Vancouver | Gráfico climático para Vancouver | Gráfico climático para Vancouver | Gráfico climático para Vancouver | Gráfico climático para Vancouver |
| ------------------------------------------------------------------ | -------------------------------- | -------------------------------- | -------------------------------- | -------------------------------- | -------------------------------- | -------------------------------- | -------------------------------- | -------------------------------- | -------------------------------- | -------------------------------- | -------------------------------- |
| J                                                                  | F                                | M                                | A                                | M                                | J                                | J                                | A                                | S                                | O                                | N                                | D                                |
| 150 6 0                                                            | 124 8 1                          | 109 9 2                          | 76 12 4                          | 61 16 8                          | 46 19 11                         | 36 22 12                         | 38 22 13                         | 64 18 10                         | 114 13 6                         | 170 9 3                          | 174 6 1                          |
| Temperaturas em °C • Precipitações em mmFonte: The Weather Channel |                                  |                                  |                                  |                                  |                                  |                                  |                                  |                                  |                                  |                                  |                                  |

Vancouver tem um clima oceânico e possui, no inverno, a segunda mais alta temperatura média do país, atrás apenas de Vitória. Seu verão, no entanto, é um dos mais amenos do país. Os invernos não muito frios e os verões não muito quentes se devem principalmente ao fato de a cidade estar localizada no litoral. Enquanto em outras cidades canadenses, como Toronto, Montreal e Ottawa, as temperaturas podem chegar a -20°C no inverno e a 35 °C no verão, em Vancouver raramente chega a -10 °C no inverno e a 30 °C no verão.[carece de fontes?]
O total de precipitação média anual varia entre 110 a 350 cm ou mais. Os meses de verão são geralmente ensolarados, secos e amenos, com temperatura média de 22 °C em julho e agosto (embora verões de anos recentes tenham sido mais quentes, especialmente no final de julho). Tempestades são raras: ocorrem, geralmente, entre quatro a seis por ano.[carece de fontes?]
Vancouver, no Canadá, possui a reputação de ser uma cidade chuvosa. Apesar disso, a cidade registra apenas 166 dias de chuva, sendo que 289 dias são ensolarados. Os invernos de Vancouver, porém, podem ser escuros, na medida em que o céu da cidade durante essa estação muitas vezes fica encoberto com nuvens de baixa altitude. Vancouver também tem reputação de ser uma cidade onde não neva. Porém, Vancouver e sua região metropolitana constantemente registram precipitação de neve durante o inverno, sendo que não há registro até os dias atuais de um inverno em que  não tivesse ocorrido nenhuma precipitação de neve no Aeroporto Internacional de Vancouver. Mesmo nevando na cidade, as taxas de precipitação de neve de Vancouver podem ser consideradas baixas, segundo padrões canadenses - embora houvesse anos em que foi registrada maior precipitação de neve em Vancouver do que em Toronto (1949–1950, 1968–1969, 1970–1971, 1990–1991). Na maior parte do ano, entretanto, tende a possuir temperaturas mais amenas do que o resto do Canadá.[carece de fontes?]

## Demografia

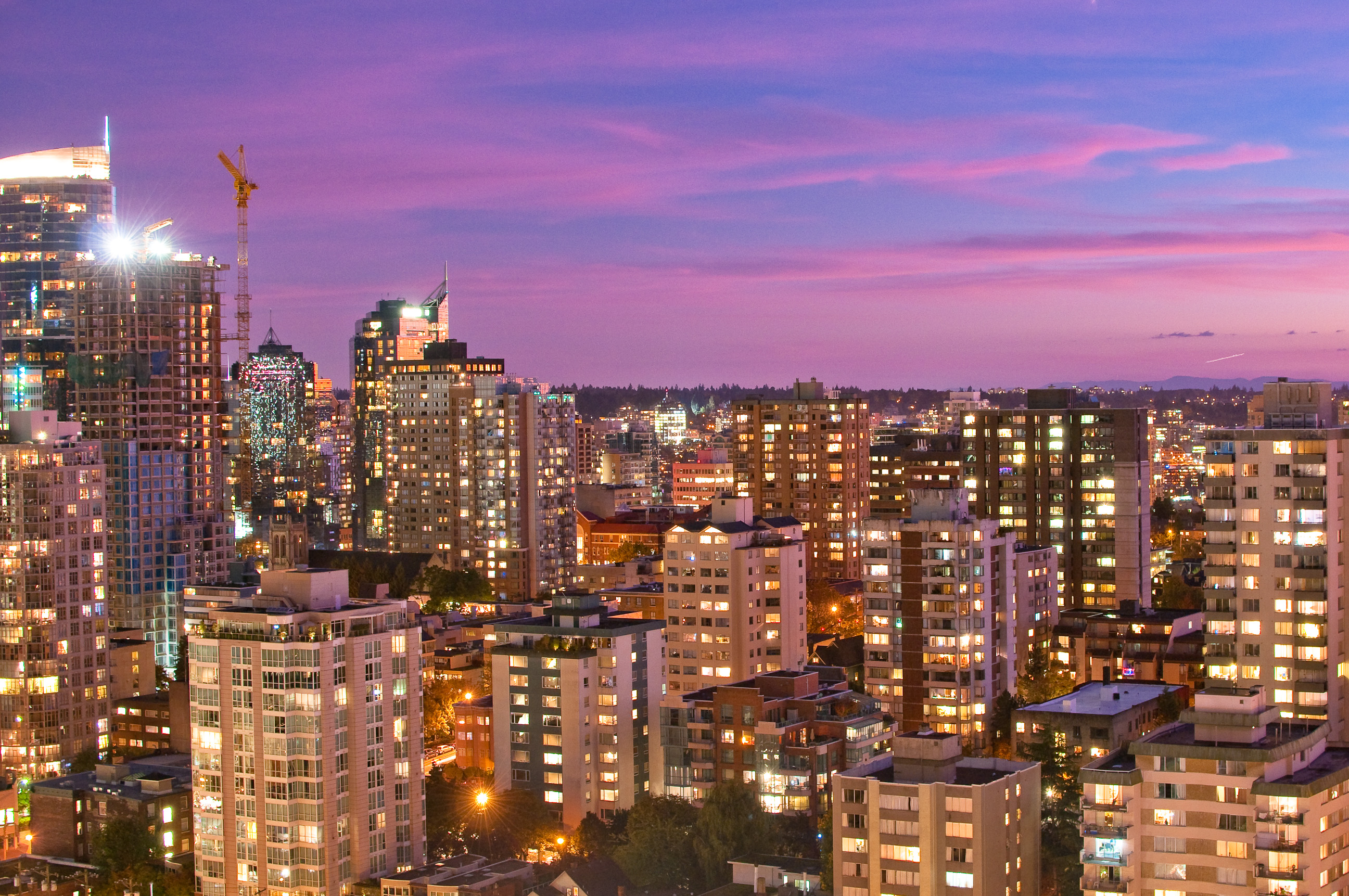
Panorama urbano de Vancouver

O censo de 2011 registrou mais de 603 mil pessoas na cidade, tornando-se o oitavo maior entre as cidades canadenses. A área metropolitana, com mais de 2,3 milhões de habitantes, é a terceira área metropolitana mais populosa no país e a mais populosa no oeste do Canadá. A região econômica de Lower Mainland (que inclui Squamish, Fraser Valley ea Sunshine Coast) tem uma população de mais de 2,65 milhões. Com 5 249 pessoas por quilômetro quadrado (13 590 sq mi), a cidade de Vancouver é a mais densamente povoada dos municípios canadenses com mais de 5 000 habitantes.
Aproximadamente metade da população é cristã, uma das taxas mais baixas do país. A grande maioria é protestante. Vancouver, como no restante da Colômbia Britânica, possui taxas de atendência religiosa (idas para a igreja, sinagoga, etc) muito baixas, se comparadas com o restante do continente, e a maior parte da população não pratica religão seriamente. Cerca de 5% da população de Vancouver são sikhs, 3,7% são budistas, 2,6% são islâmicos, e 1,4% são hindus. Muitos membros da pequena comunidade islâmica são muçulmanos ismaili de etnia indiana, que imigraram por causa do ambiente hostil presente em Uganda, Quênia e Tanzânia.[carece de fontes?]

### Imigração e composição étnica

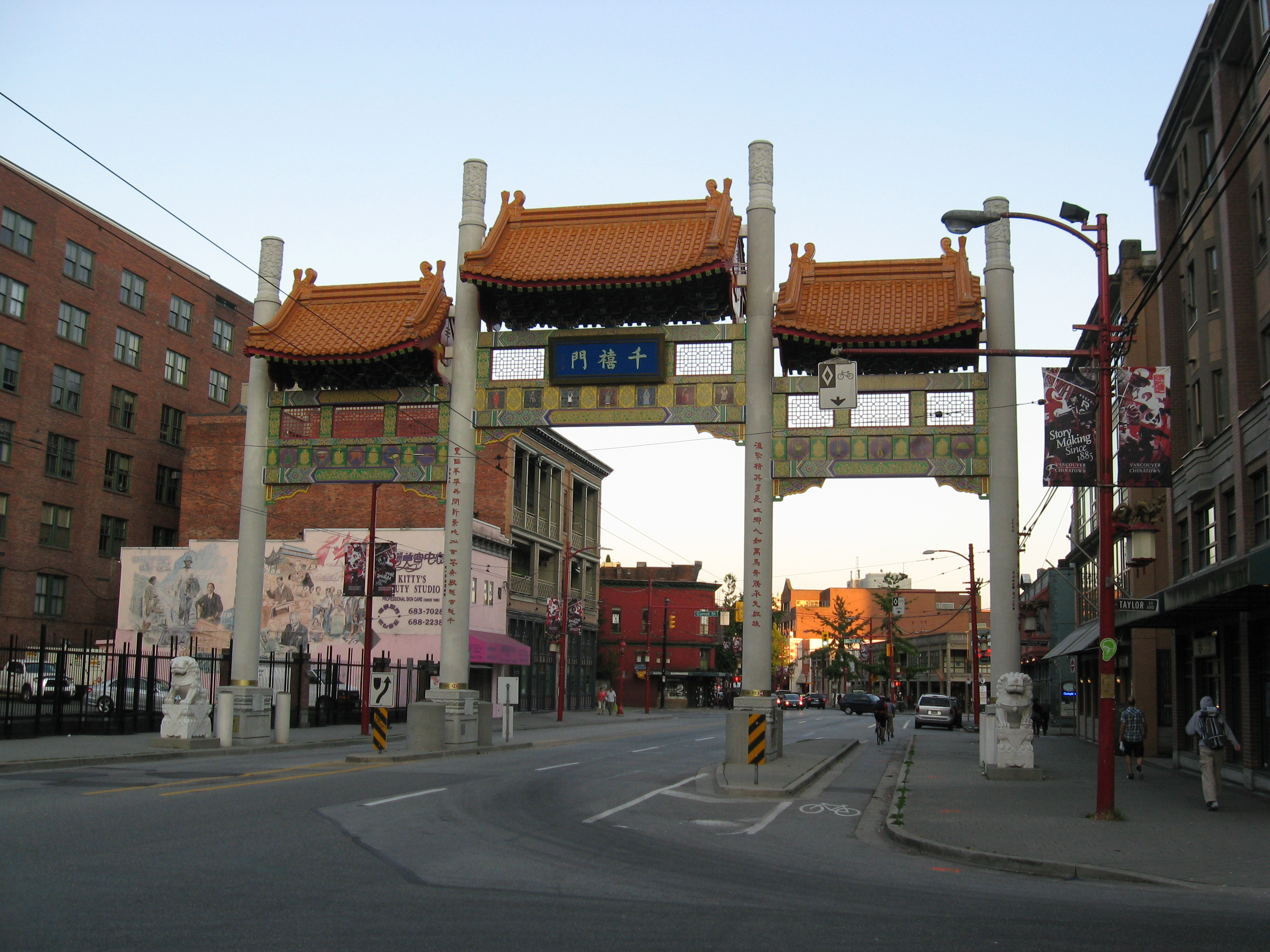
Chinatown da cidade

Vancouver é uma das cidades mais multiculturais do mundo. Os ingleses, escoceses e irlandeses historicamente eram os maiores grupos étnicos na cidade, a influência social e cultural britânica e irlandesa ainda são muito visíveis em algumas áreas, principalmente em South Granville e Kerrisdale. Os alemães são o segundo maior grupo étnico europeu em Vancouver. Os chineses são visivelmente a maior minoria étnica da cidade. Vancouver também possui uma das comunidades de língua chinesa mais diversas do país, uma vez que diversos dialetos chineses são falados na cidade. A cidade possui a segunda maior Chinatown da América do Norte. Apenas a Chinatown de San Francisco é maior. Vancouver também possui diversos bairros multiculturais, tais como o Punjabi Market (sul-asiáticos), Little Italy (italianos), Little India (indianos), Greektown (gregos), Japantown (japoneses), Commercial Drive, e diversas Koreatowns (coreanos). Placas de trânsito bilingues podem ser vistas nesses centros de concentração étnica. Vancouver e sua região metropolitana também possui a maior comunidade aborígene da Colômbia Britânica.[carece de fontes?]

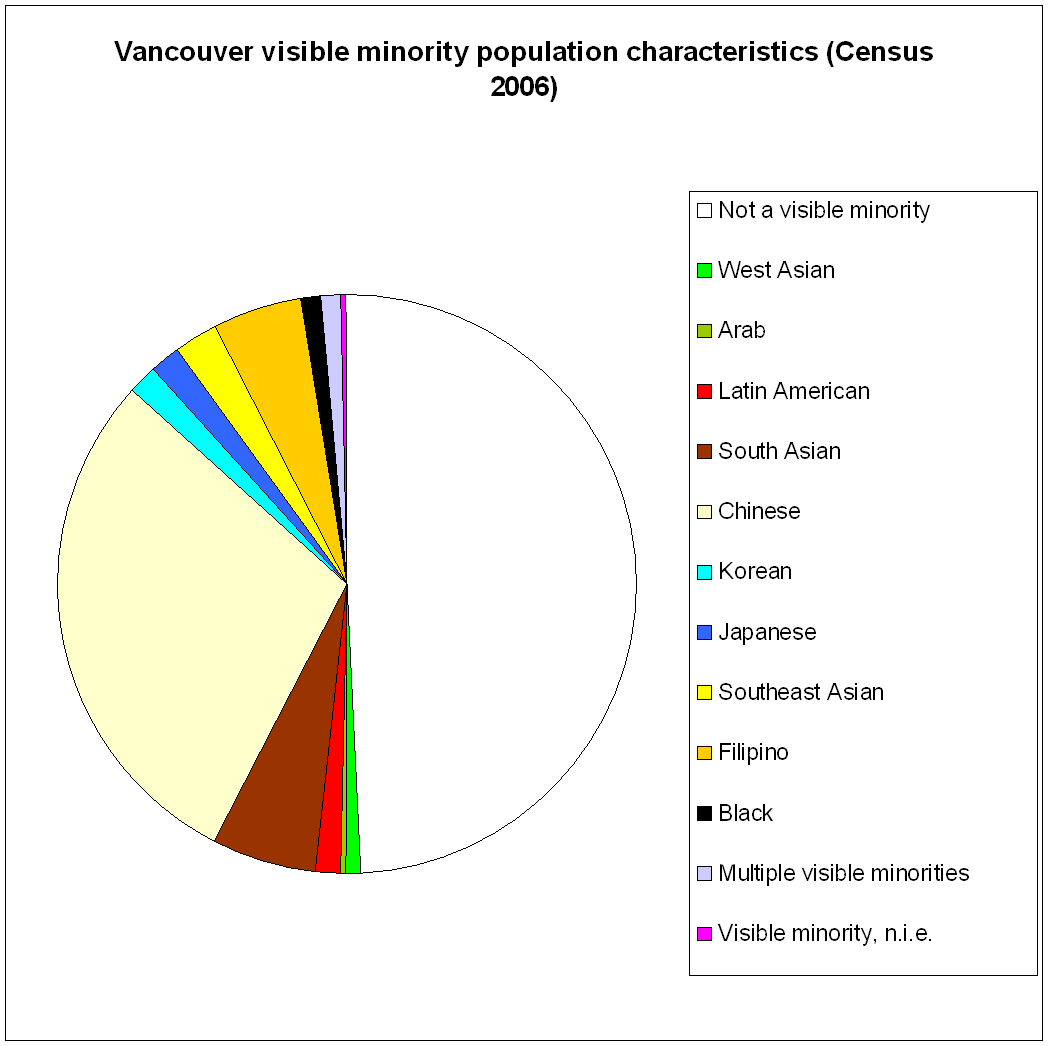
Gráfico circular mostrando a composição de minorias visíveis de Vancouver (dados provenientes do Censo de 2006 do Canadá)

Muitos imigrantes vindos de Honcongue instalaram-se em Vancouver quando este, anteriormente controlada pelo Reino Unido, tornou-se parte da China em 1999, fazendo com que a tradição chinesa de imigração ao redor do mundo continuasse. Estima-se que cerca de 17% dos 2,3 milhões de habitantes da região metropolitana de Vancouver possuam ascendência chinesa. Vancouver é atualmente a segunda cidade mais multicultural do Canadá, atrás apenas de Toronto. Outros grandes grupos étnicos asiáticos em Vancouver incluem sul-asiáticos (primariamente punjabis, geralmente referidos como indo-canadenses), seguidos por sudeste-asiáticos: vietnamitas, filipinos, cambojanos, indonésios e por leste-asiáticos, japoneses e coreanos.[carece de fontes?]
Vancouver também possui minorias étnicas pouco visíveis, tais como europeus da Europa Oriental e hispânicos. Antes do fluxo de chineses vindos de Honcongue, a partir da década de 1980, o maior grupo étnico da cidade, depois dos britânicos, eram os alemães, seguidos por ucranianos e por escandinavos. A maioria dos grupos étnicos mais antigos foram assimilados culturalmente e socialmente, enquanto que grupos étnicos mais recentes, como imigrantes chineses e europeus da Europa Oriental, possuem uma distinta comunidade linguística e social.[carece de fontes?]
Vancouver é uma das cidades mais integradas do mundo, possuindo mais casais de multirraciais e menos segregação racial do que as duas cidades mais populosas do Canadá, Toronto e Montreal. No total, 7,2% dos casais de Vancouver são interraciais, mais do que o dobro da média nacional (3,2%), e maior do que em Toronto (6,1%) e Montreal (3,5%). Entre jovens casais (entre 20 a 30 anos de idade), 12,9% são interraciais. Atualmente, as minorias étnicas mais visíveis de Vancouver são os chineses (que formam 29,9% da população da cidade), seguidos pelos sul-asiáticos (5,7%) e filipinos (4,1%). 49% da população da cidade pertencem a uma minoria étnica visível. Os aborígenes, que compõem 1,9% da população de Vancouver, não são considerados uma minoria étnica visível.[carece de fontes?]

## Administração

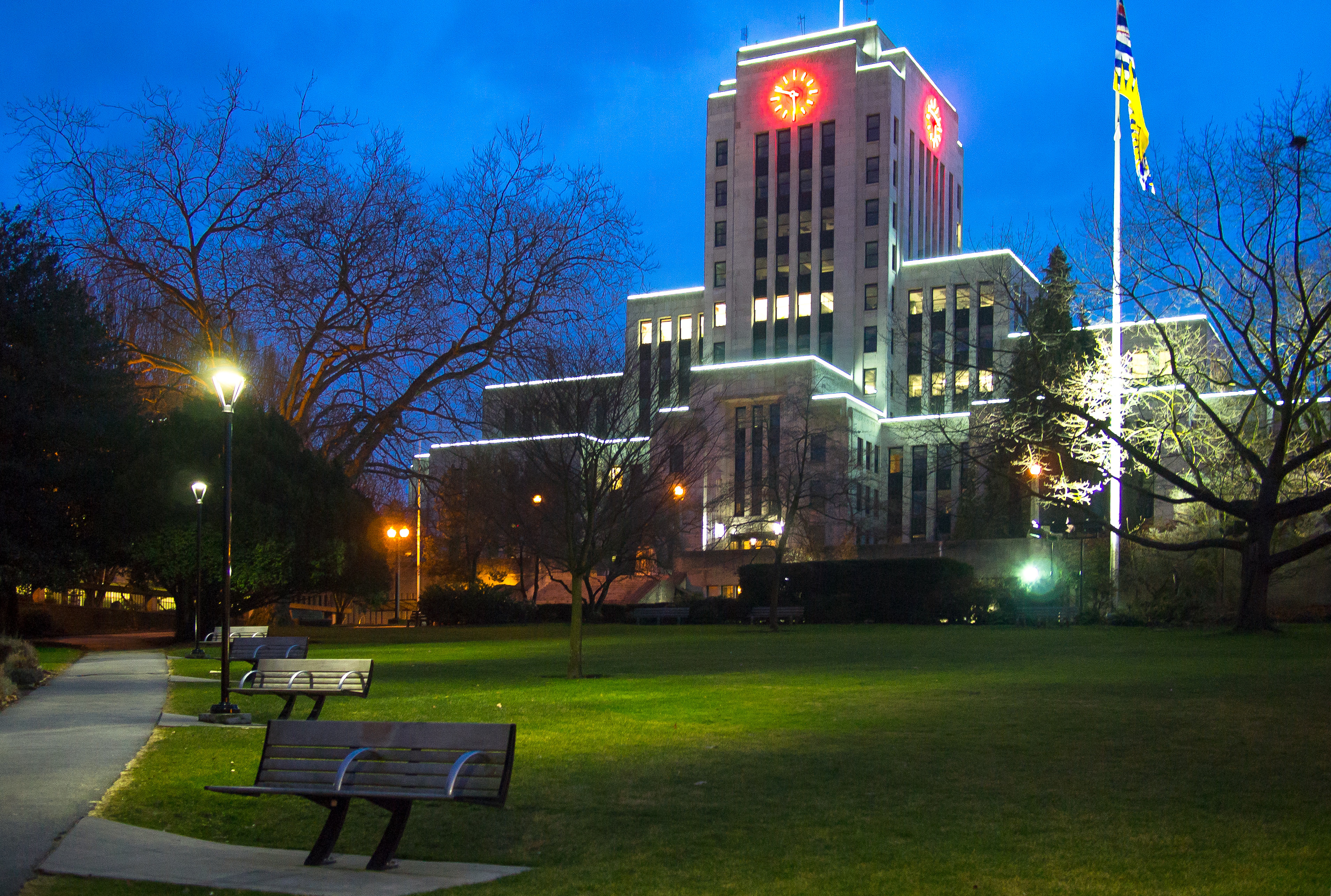
Prefeitura de Vancouver

Vancouver é administrada pelo Conselho Municipal de Vancouver, composto por dez membros, pelo Conselho Escolar, composto por nove membros, e pelo Conselho de Parques, composto por sete membros, todos eleitos para mandatos de até três anos de duração, e escolhidos pela população da cidade. Politicamente, os habitantes da região oeste de Vancouver tendem a ser mais conservadores, enquanto que os habitantes da região leste tendem a votar mais em partidos de esquerda.[carece de fontes?]
Embora polarizada, um consenso político tem emergido em Vancouver, em torno de alguns assuntos, como a proteção aos parques urbanos, foco no desenvolvimento de um sistema de transporte público em massa, ao invés de um sistema de vias expressas, o combate ao uso e tráfico de drogas ilegais, e preocupações gerais sobre desenvolvimento comunitário, todos assuntos que possuem apoio nos diversos aspectos políticos da cidade. Vancouver possui cinco representantes na Câmara dos Comuns do Canadá, quatro liberais e um do Novo Partido Democrático.[carece de fontes?]

### Cidades-irmãs
A Cidade de Vancouver foi uma das primeiras cidades no Canadá a entrar em um acordo internacional de cidades-irmãs. Regime especial de benefícios culturais, sociais e econômicos foram criados com essas cidades irmãs.

- Odessa (Ucrânia) desde 1944
- Yokohama (Japão) desde 1965[55]
- Edinburgo (Escócia) desde 1978
- Guangzhou (R. P. China) desde 1985
- Los Angeles (Estados Unidos) desde 1986
- Rio de Janeiro (Brasil) desde 2010

## Economia

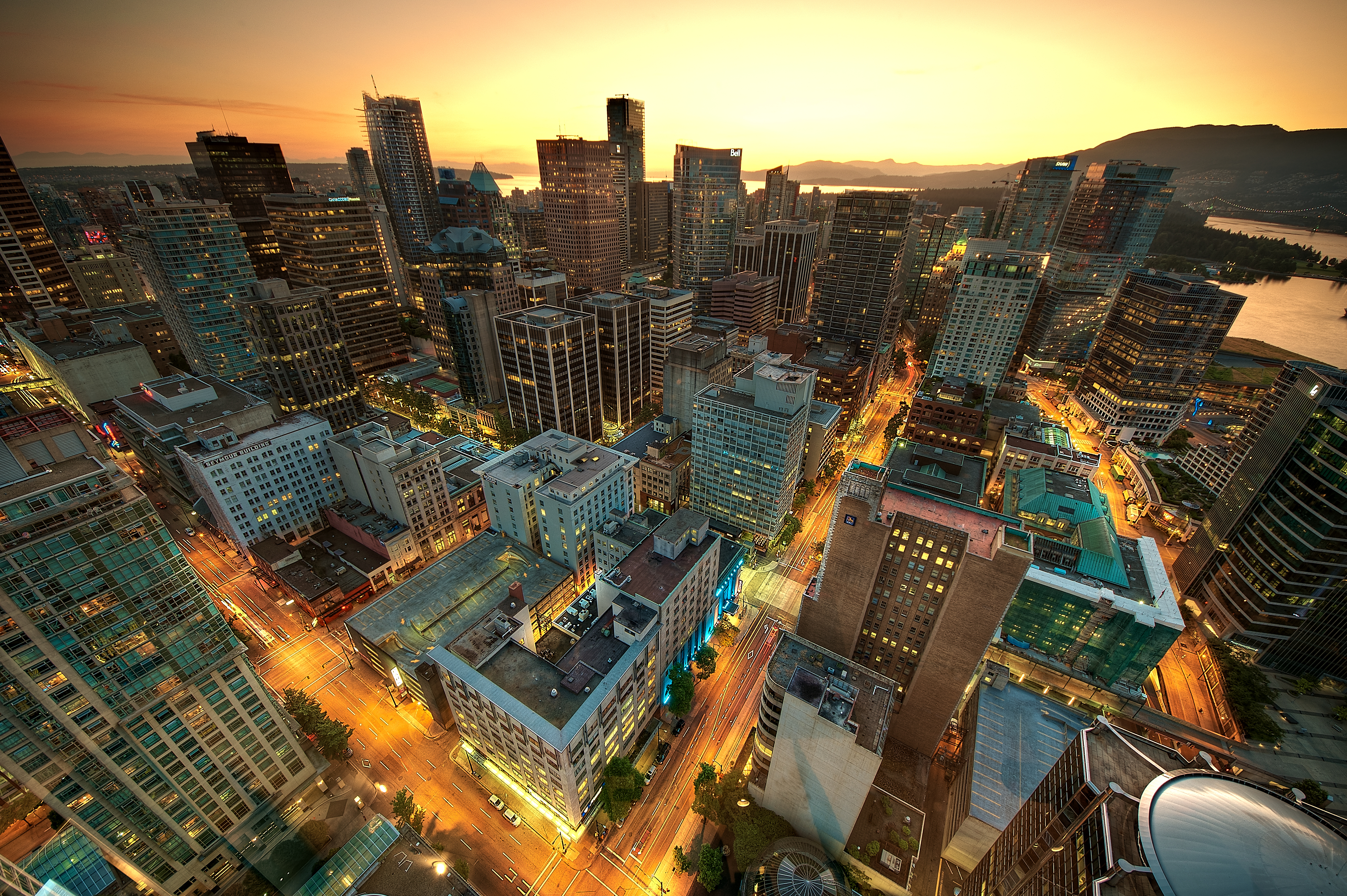
Centro financeiro de Vancouver

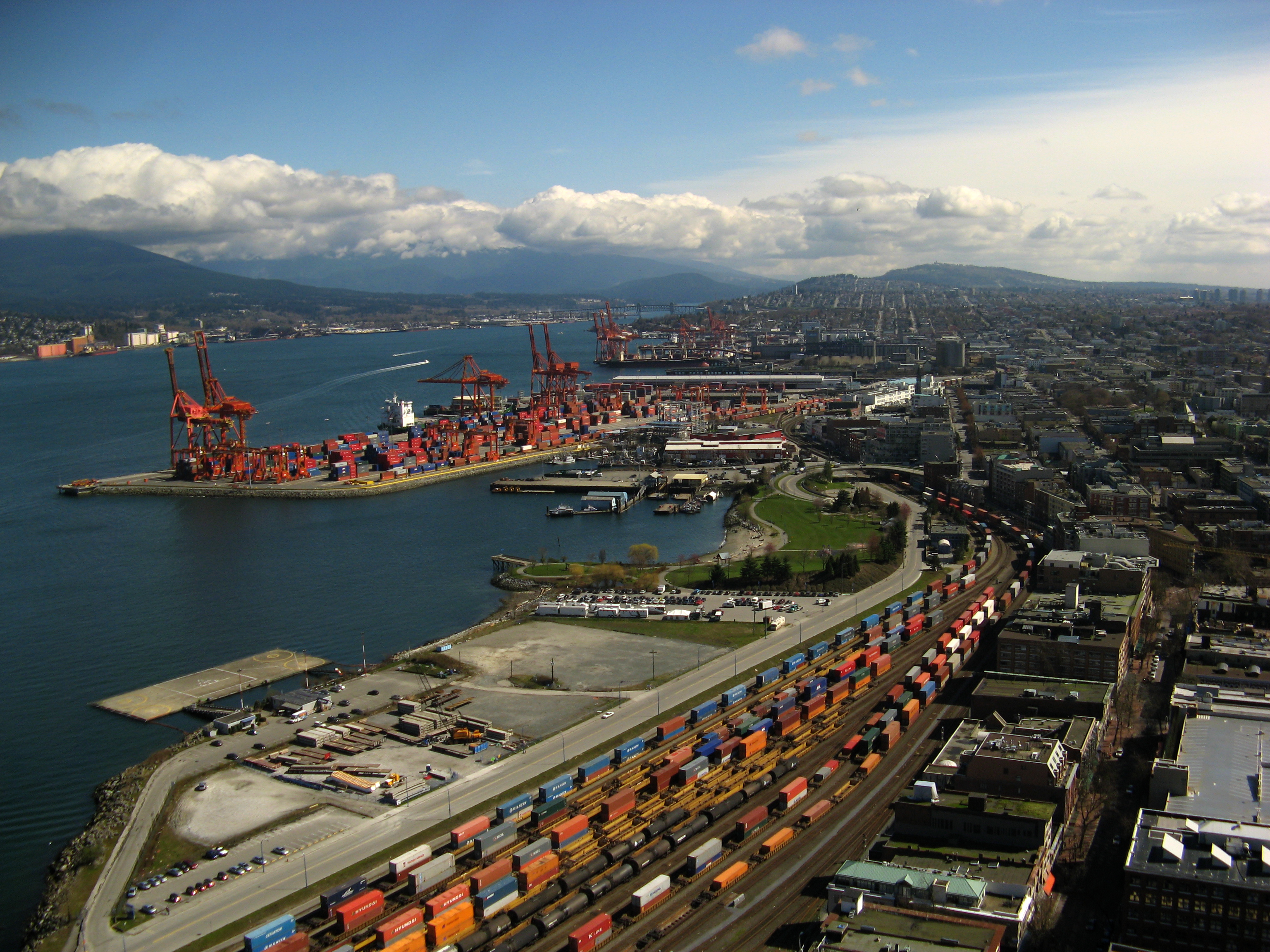
Porto de Vancouver

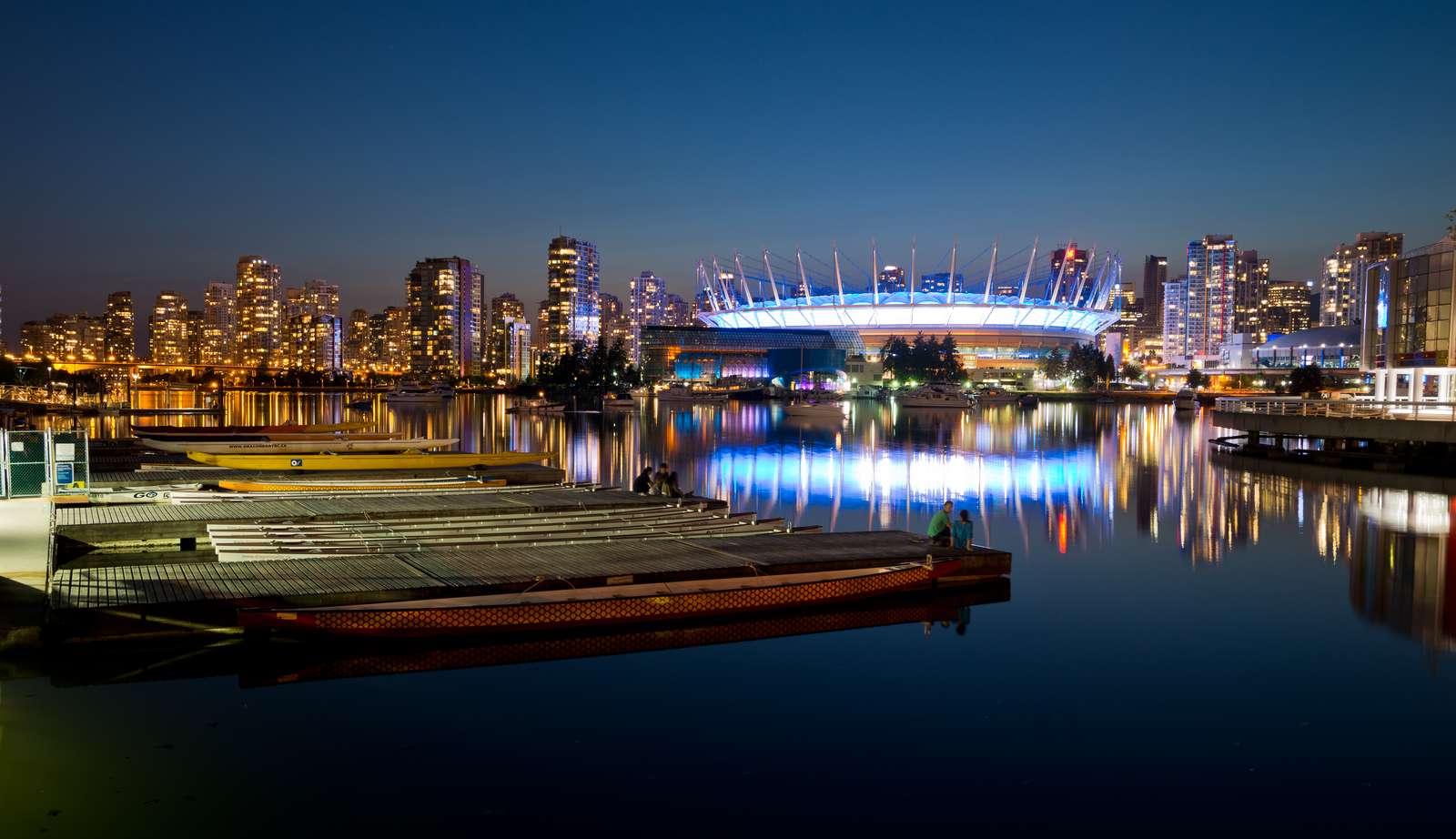
Vista da cidade à noite

Com a sua localização no Círculo do Pacífico e no término ocidental da Rodovia Trans-Canadá e de rotas ferroviárias, Vancouver é um dos maiores centros industriais do país. O porto da cidade, o maior e mais diversificado porto do Canadá, faz mais de 172 bilhões de dólares em comércio com mais de 160 economias diferentes anualmente. As atividades portuárias geram 9,7 bilhões de dólares no produto interno bruto e 20,3 bilhões de dólares na produção econômica. Vancouver também é sede das empresas florestais e mineradoras. Nos últimos anos, a cidade tornou-se um centro de desenvolvimento de softwares, biotecnologia, tecnologia aeroespacial, desenvolvimento de videogames, estúdios de animação e produção de televisão e indústria cinematográfica.
Vancouver é uma das cidades com maior custo de habitação no Canadá. Em 2012, foi classificada pela Demographia como a segunda cidade menos acessível do mundo neste aspecto, avaliada como ainda mais inacessível em termos habitacionais em 2012 do que em 2011. A cidade adotou várias estratégias para reduzir os custos de habitação, como habitação cooperativa, suítes secundárias legalizadas, maior densidade e crescimento inteligente. Em abril de 2010, uma casa média de dois níveis em Vancouver era vendida por um recorde de 987 500 dólares, em comparação com a média canadense de 365.141 dólares.
Desde a década de 1990, o desenvolvimento de condomínios de arranha-céus na península do centro foi financiado, em parte, por um ingresso de capital dos imigrantes de Honcongue devido à transferência da antiga colônia britânica para a China em 1997. Esse desenvolvimento tem sido agrupado nos distritos de Yaletown e Coal Harbour e em torno de muitas das estações SkyTrain a leste do centro da cidade.
A escolha da cidade para co-sediar os Jogos Olímpicos de Inverno de 2010 também teve uma grande influência no desenvolvimento econômico. Houve preocupação de que o crescente problema de sem-tetos da cidade fosse exacerbado pelas Olimpíadas porque os proprietários de hotéis de quarto único, que abrigavam muitos dos residentes de renda mais baixa da cidade, converteram suas propriedades para atrair residentes e turistas de renda mais alta. Outro importante evento internacional realizado em Vancouver, a Exposição Mundial de 1986, recebeu mais de 20 milhões de visitantes e adicionou 3,7 bilhões de dólares à economia canadense. Alguns pontos de referência permanentes de Vancouver, incluindo o sistema de transporte público SkyTrain e o Canada Place, foram construídos como parte da exposição.

### Turismo
A localização cênica de Vancouver faz dela um importante destino turístico. Muitas visitas para ver os jardins da cidade, como o Parque Stanley, o Parque Rainha Elizabeth, o Jardim Botânico VanDusen e as montanhas, oceano, floresta e parques que cercam a cidade. Todos os anos, mais de um milhão de pessoas passam por Vancouver em férias de cruzeiros, muitas vezes para o Alasca.
Diversas estações de esqui estão localizadas em montanhas próximas a Vancouver. Entre elas, está a Whistler-Blackcomb Resort, localizada a 126 quilômetros da cidade, que foi uma das sedes  dos Jogos Olímpicos de Inverno de 2010. Vancouver é uma cidade que vive basicamente do turismo, com centenas de parques, praias, lagos e montanhas, sem contar com os vários prédios famosos e com algumas construções em estilo europeu. São mais de 153 pontos turísticos

## Infraestrutura

### Educação

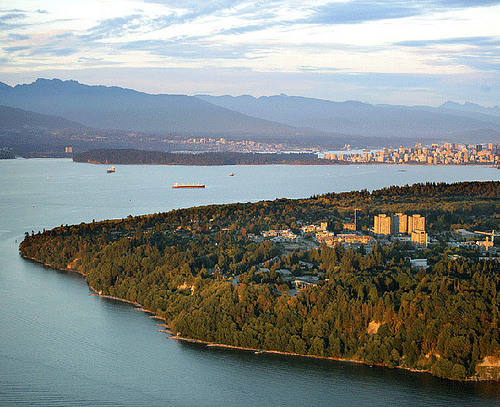
Universidade da Colúmbia Britânica com o centro e North Vancouver ao fundo

As escolas de Vancouver são administradas pelo Vancouver School Board (Conselho Escolar de Vancouver), o segundo maior distrito escolar da Colúmbia Britânica, composta por cerca de 120 escolas, que são responsáveis pela educação de 70 mil estudantes de Vancouver e cidades vizinhas. A cidade ainda tem outras 40 escolas privadas. As escolas de ensino de inglês para estrangeiros (ESL- English Second Language) se tornaram um grande atrativo e respondem hoje por uma boa parcela do contingente de alunos internacionais na cidade através do sistema homestay.
Existem cinco universidades públicas na área da Grande Vancouver, sendo a maior a Universidade da Colúmbia Britânica (UBC) e a Simon Fraser University (SFU), com uma matrícula combinada de mais de 90 000 graduandos, graduados e estudantes profissionais em 2008 . A UBC geralmente está entre as 40 melhores universidades do mundo e está entre as 20 melhores universidades públicas . A SFU é classificada como a melhor universidade abrangente do Canadá e está entre as 200 melhores universidades do mundo . O campus principal da UBC está localizado na ponta da Península de Burrard, a oeste das Terras Universitárias com a cidade apropriada adjacente ao leste. O campus principal da SFU fica em Burnaby. Ambos também mantêm campus no centro de Vancouver e Surrey.
As outras universidades públicas na área metropolitana de Vancouver são a Universidade Capilano, no norte de Vancouver, a Universidade Emily Carr de Arte e Design e a Universidade Politécnica Kwantlen, cujos quatro campi estão todos fora da cidade. Seis instituições privadas também operam na região: Trinity Western University em Langley, UOPX Canadá em Burnaby e University Canada West, NYIT Canadá, Fairleigh Dickinson University, Columbia College e Sprott Shaw College, todos em Vancouver.

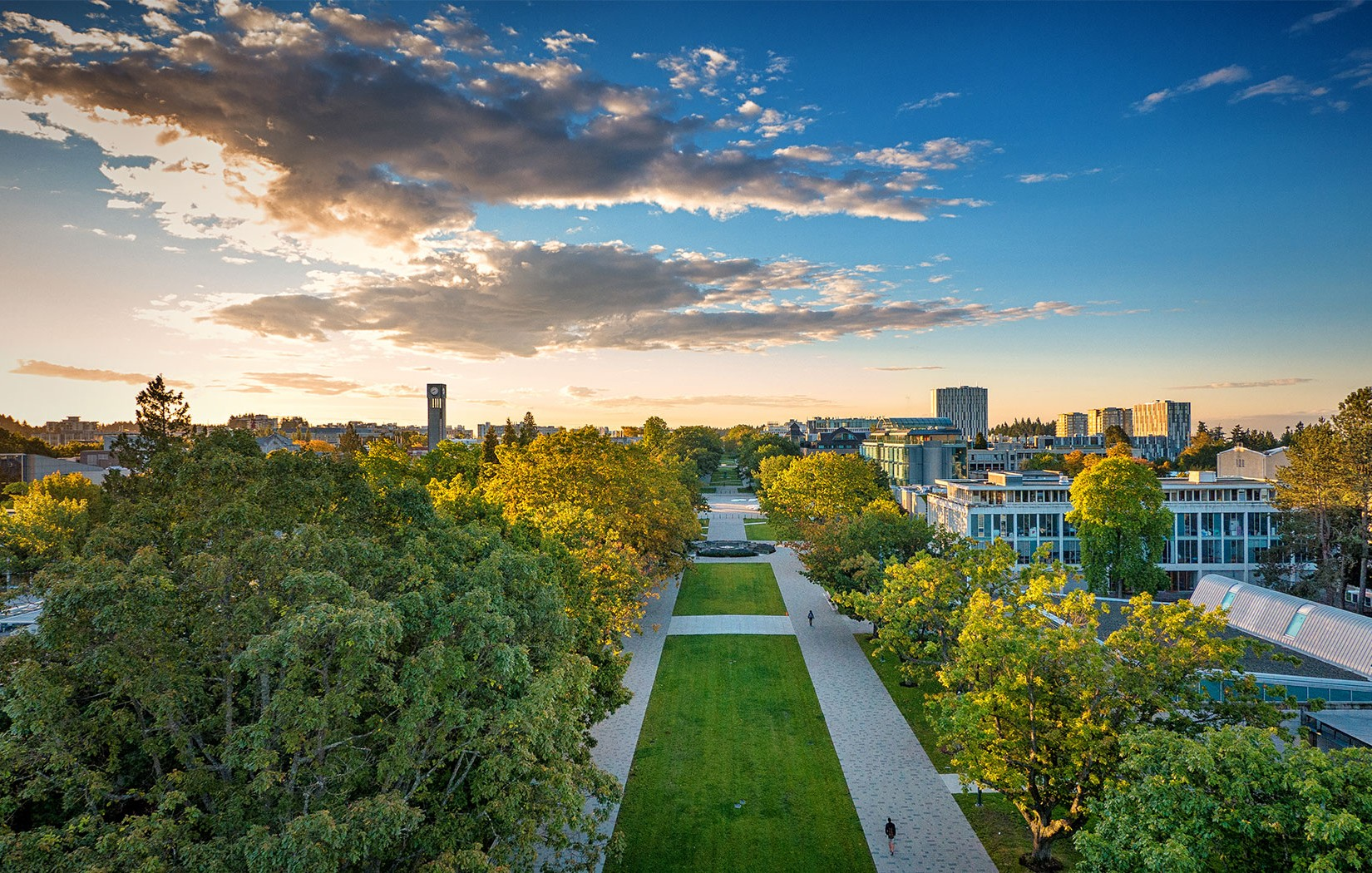
Universidade da Colúmbia Britânica

O Vancouver Community College e o Langara College são instituições públicas de Vancouver, assim como o Douglas College, com três campi fora da cidade. O Instituto de Tecnologia da Colúmbia Britânica, em Burnaby, oferece educação politécnica. Eles são aumentados por instituições privadas e profissionais e outras faculdades nas áreas vizinhas de Metro Vancouver, que oferecem programas de transferência de carreira, comércio e universidade, enquanto a Vancouver Film School oferece programas de um ano em produção de filmes e design de videogames.
Estudantes internacionais e estudantes de inglês como segunda língua (ESL) têm sido significativos na inscrição dessas instituições públicas e privadas. No ano letivo de 2008-2009, 53% dos alunos do Vancouver School Board falaram outro idioma que não o inglês em casa. O sistema bibliotecário de Vancouver é composto de uma biblioteca central e outras 15 bibliotecas menores. A cidade é servida pela Universidade da Colúmbia Britânica, que, com seus 27 mil estudantes, é uma das maiores universidades do Canadá. Outras instituições de educação superior importantes incluem a Universidade Simon Frasier, localizada na vizinha Burnaby, e a Vancouver Film School.

### Transportes

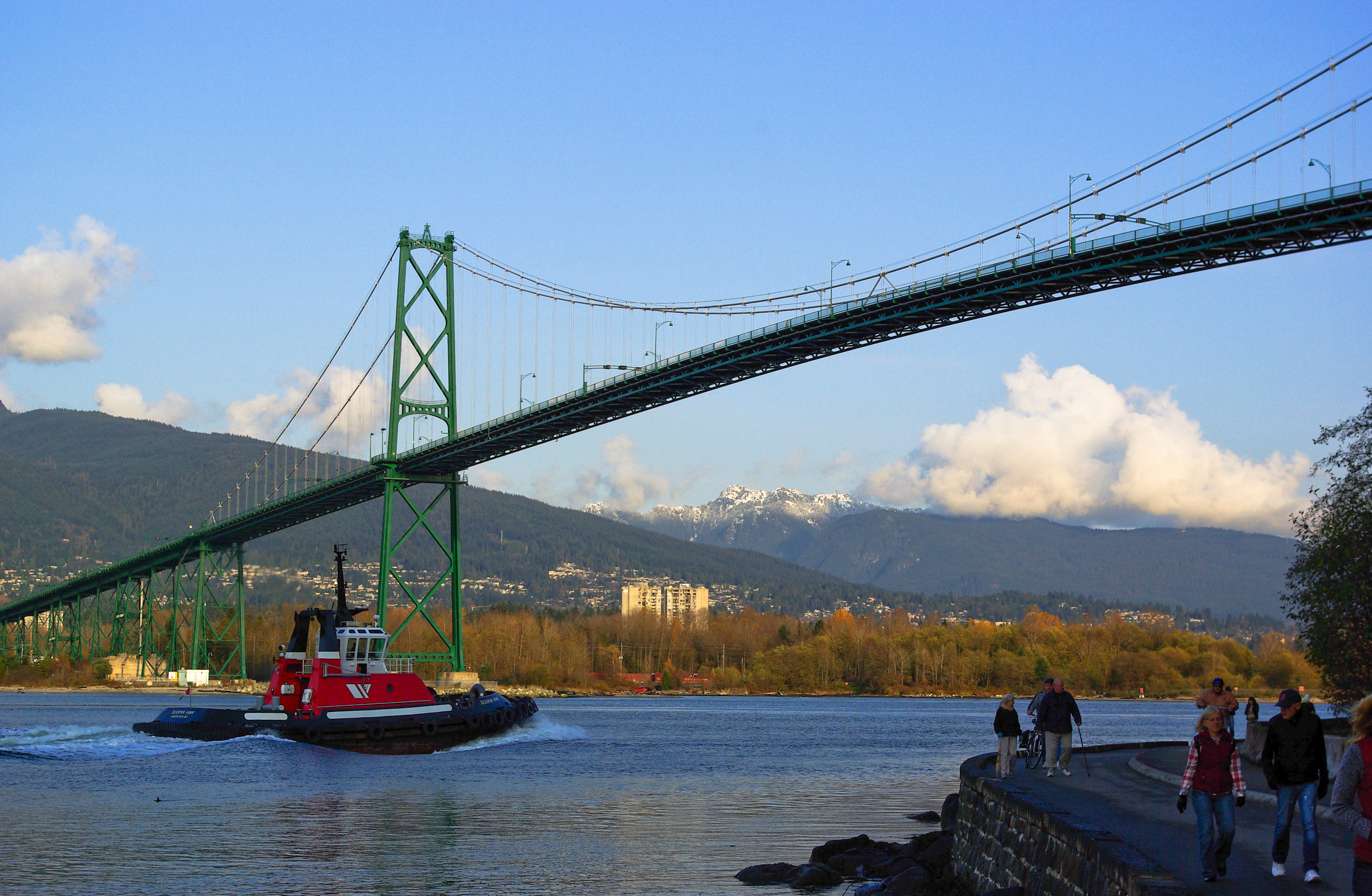
Lions Gate Bridge

O sistema de bondes de Vancouver começou em 28 de junho de 1890 e ligava a Ponte da Rua Granville até a Avenida Westminster (agora Main Street e Kingsway). Menos de um ano depois, a Westminster and Vancouver Tramway Company começou a operar a primeira linha interurbana do Canadá entre as duas cidades (estendidas a Chilliwack em 1910). Outra linha (1902), a Vancouver and Lulu Island Railway, foi arrendada pela Canadian Pacific Railway para a British Columbia Electric Railway em 1905 e ia da Ponte da Rua Granville para Steveston via Kerrisdale, o que incentivou bairros residenciais fora do núcleo central a se desenvolverem. A partir de 1897, a British Columbia Electric Railway (BCER) tornou-se a empresa que operava o sistema ferroviário urbano e interurbano, até 1958, quando seus últimos vestígios foram desmantelados em favor de troles "sem trilhos" e ônibus a gasolina/diesel; nesse mesmo ano o BCER tornou-se o núcleo da recém-criada e de propriedade pública BC Hydro. Vancouver atualmente tem a segunda maior frota de trólebus na América do Norte, depois de San Francisco.

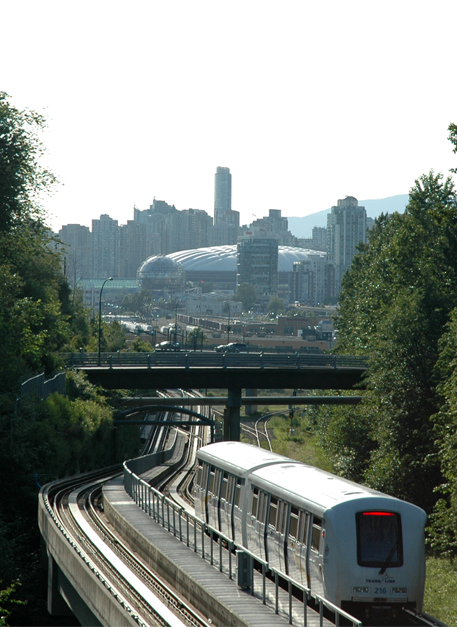
SkyTrain de Vancouver no Grandview Cut, com o centro de Vancouver em segundo plano. A estrutura de cúpula branca é o antigo telhado do BC Place

Os conselhos municipais nas décadas de 1970 e 1980 proibiram a construção de rodovias como parte de um plano de longo prazo. Como resultado, a única autoestrada dentro dos limites da cidade é a Estrada 1, que passa pelo canto nordeste da cidade. Embora o número de carros em Vancouver tenha aumentado constantemente com o crescimento populacional, a taxa de propriedade de automóveis e a distância média conduzida de passageiros diários caíram desde o início dos anos 1990. Vancouver é a única grande cidade canadense com esse tipo de tendência. Apesar do tempo de viagem por veículo ter aumentado em um terço, há 7% menos carros fazendo viagens no centro da cidade. Em 2012, Vancouver tinha a pior taxa de congestionamento no Canadá e a segunda maior na América do Norte, atrás de Los Angeles. Em 2013, a cidade teve a pior taxa de congestionamento na América do Norte. Os residentes ficam mais inclinados a viver em áreas mais próximas de suas áreas de interesse ou usam meios de viagem mais eficientes em termos de energia, como o transporte público e o ciclismo. Isto acontece, em parte, como resultado de um empurrão feito pelos planejadores da cidade para uma solução para os problemas de trânsito e por campanhas pró-ambiente. As políticas de gerenciamento da demanda de transporte impuseram restrições aos motoristas, o que tornou mais difícil e dispendioso se deslocar de carro, ao mesmo tempo em que apresentaram benefícios aos não motoristas.
A TransLink é responsável por estradas e transportes públicos na Grande Vancouver (em sucessão a B.C. Transit, que assumiu as funções de trânsito da B.C. Hydro). Ela fornece serviço de ônibus, incluindo o serviço de ônibus rápido da B-Line, um serviço de transporte de passageiros e bicicletas (conhecido como SeaBus), um serviço de transporte rápido automatizado chamado SkyTrain e a linha ferroviária West Coast Express. O sistema SkyTrain de Vancouver tem três linhas, a Linha do Milênio, a Linha Expo e a Linha Canadá, com um total de 53 estações.

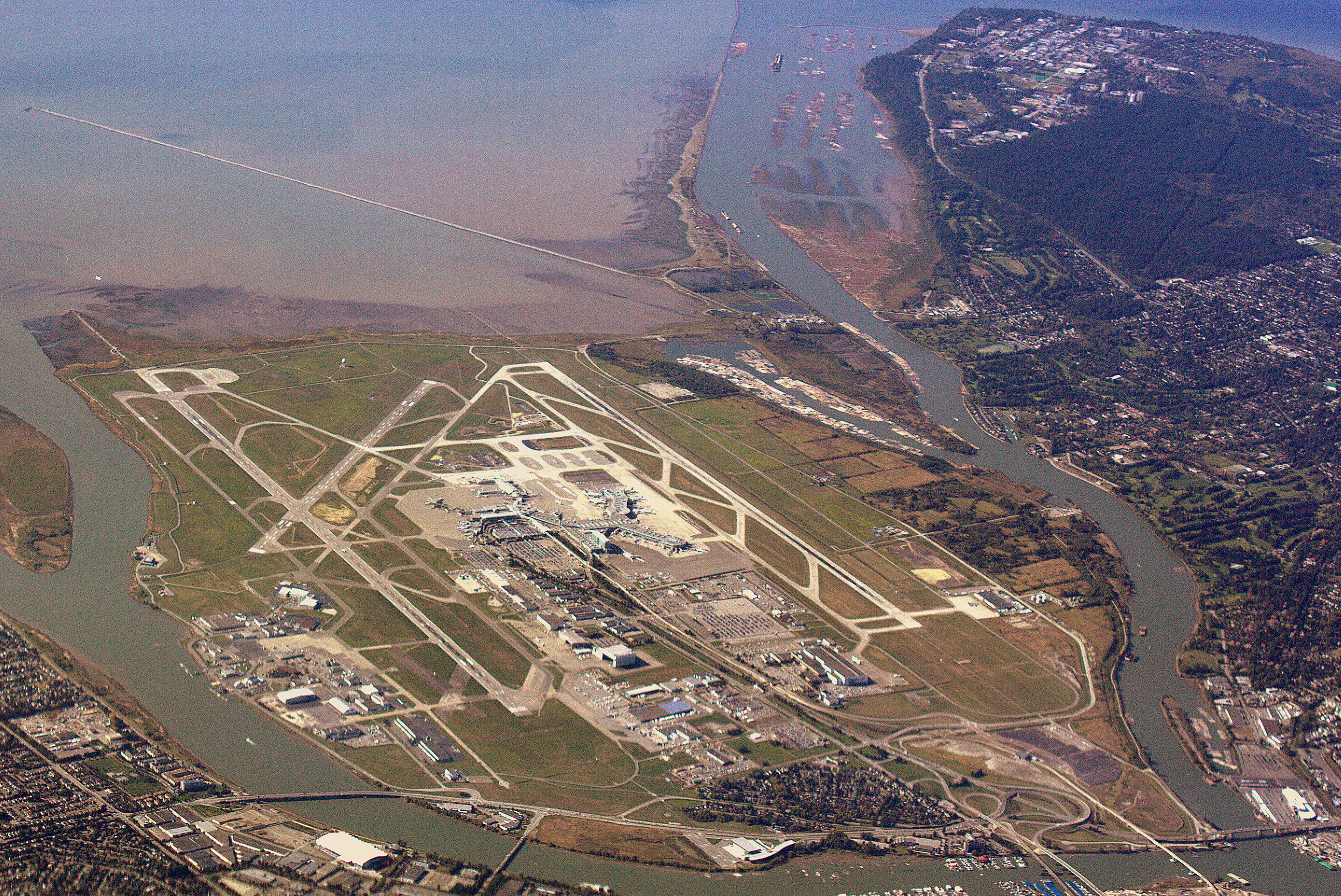
Aeroporto Internacional de Vancouver

O Aeroporto Internacional de Vancouver (YVR) é considerado o melhor aeroporto da América do Norte. Desde o ano de 2010, o aeroporto permanece na primeira colocação do ranking de acordo com o Skytrax World Airport Awards. O prêmio é considerado referência global em excelência aeroportuária. YVR é o primeiro e único aeroporto a receber este prêmio por oito anos consecutivos. Ele também está entre os três melhores em relação à serviço de pessoal em aeroportos da América do Norte.
Outros modos de transporte aumentam a diversidade de opções disponíveis em Vancouver. O serviço ferroviário de passageiros interurbanos é operado a partir da Estação Central do Pacífico pela Via Rail até regiões a leste, Amtrak Cascades que vai até Seattle e Portland e as rotas ferroviárias Rocky Mountaineer. As balsas passageiros que operam em False Creek fornecem serviço de transporte para Granville Island, Downtown Vancouver e Kitsilano. Vancouver tem uma rede municipal de ciclovias, que apóia uma população ativa de ciclistas durante todo o ano. O ciclismo tornou-se o modo de transporte de crescimento mais rápido da cidade. O sistema de compartilhamento de bicicletas Mobi foi inaugurado em 20 de junho de 2016.
A cidade é servida pelo Aeroporto Internacional de Vancouver (YVR), localizado na Sea Island, na cidade de Richmond, imediatamente a sul de Vancouver. O aeroporto é o segundo mais movimentado do Canadá e o segundo maior da costa ocidental da América do Norte para passageiros internacionais. Devido a sua localização, o aeroporto tem fácil acesso através da Linha Canadá do serviço de transporte rápido conhecido como SkyTrain. A HeliJet e companhias de hidroaviões operam o serviço aéreo regular do porto de Vancouver e do terminal sul YVR. A cidade também é servida por dois terminais de balsas BC Ferry: um é ao noroeste da Horseshoe Bay (em West Vancouver) e o outro ao sul, em Tsawwassen (em Delta).

### Arquitetura e atrações
Edifícios magníficos como a Christ Church Cathedral, o Hotel Vancouver, o Museu de Antropologia e a Galeria de Arte de Vancouver preenchem a cidade. Existem também vários edifícios modernos no centro da cidade, como o Harbour Centre, os Tribunais Legislativos de Vancouver e a praça em redor, conhecida como Praça Robson, a Praça da Biblioteca de Vancouver, remanescente do Coliseu de Roma e o estádio BC Place.
A sede original da BC Hydro é um edifício modernista, convertida nos Condomínios Electra. Também importante é o Edifício MacMillan-Bloedel. Uma proeminente adição à cidade foi a tenda gigante do Canada Place, um dos pavilhões da Expo '86, que sedia o Centro de Convenções de Espectáculos de Vancouver, assim como um terminal de navios-cruzeiro e o Hotel Pan Pacífico. Dois modernos arranha-céus que definem o horizonte são a Câmara Municipal e o Pavilhão do Centenário do Hospital de Vancouver, ambos cercados por Townley e Matheson.
Uma variedade de edifícios do período eduardiano no centro da cidade eram os maiores Reino Unido no período de sua construção. Esses edifícios são o Province Building, o Dominion Building e a Sun Tower. Inspirados pelos Chrysler Building de Nova Iorque, o Marine Building é conhecido pelas suas elaboradas telhas de cerâmica, que o tornaram dos locais favoritos para filmagens. Outro importante edifício do eduardiano é a Galeria de Arte de Vancouver, desenhada por Francis Mawson Rattenbury, que também sediou a legislatura provincial e o Hotel Vancouver.
Quanto aos edifícios mais altos de Vancouver, o primeiro lugar está com o One Wall Centre (150 m), seguido de perto pela Shaw Tower (149 m) (março de 2008).

## Cultura

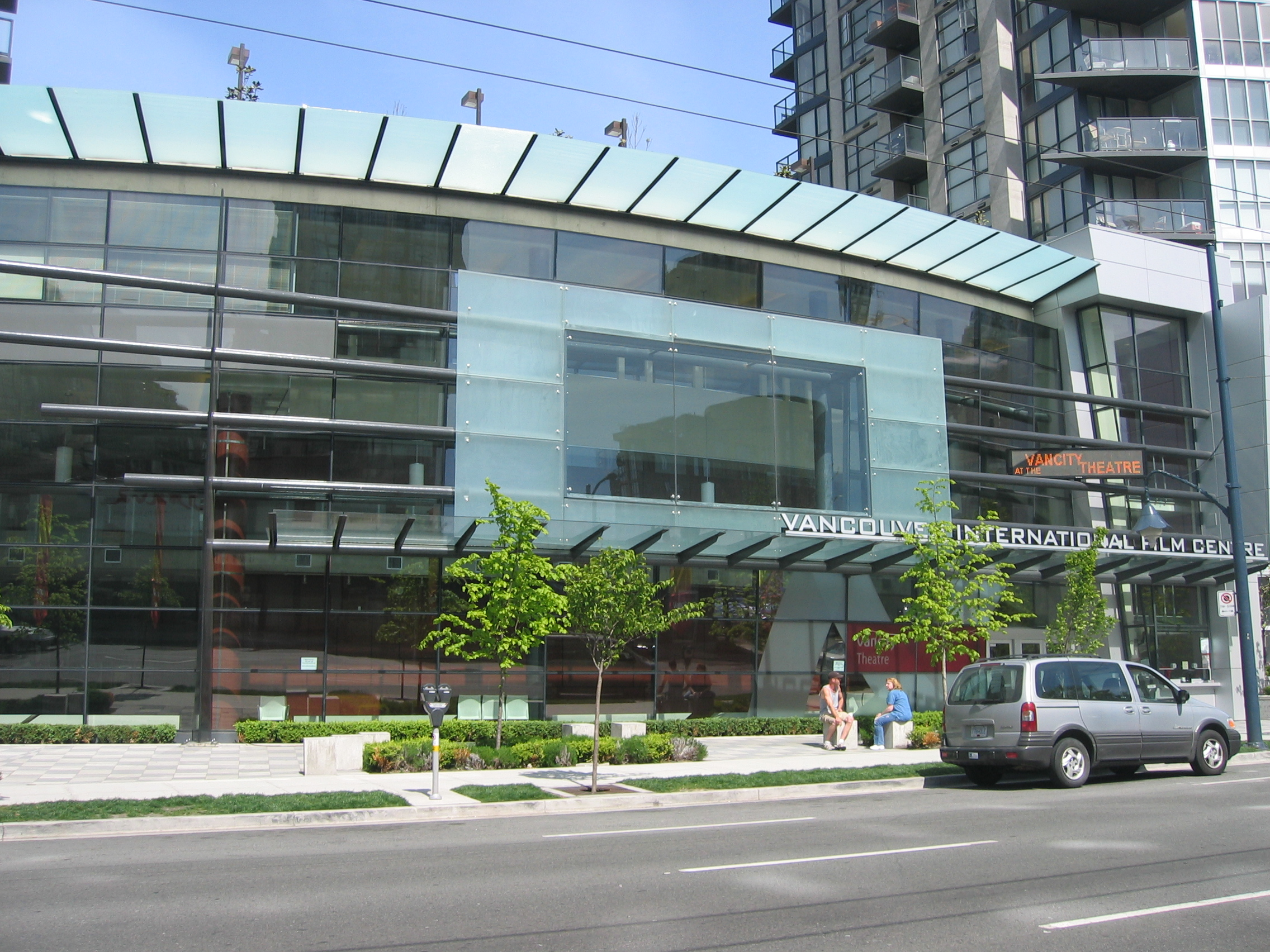
Sede do Festival Internacional de Cinema de Vancouver

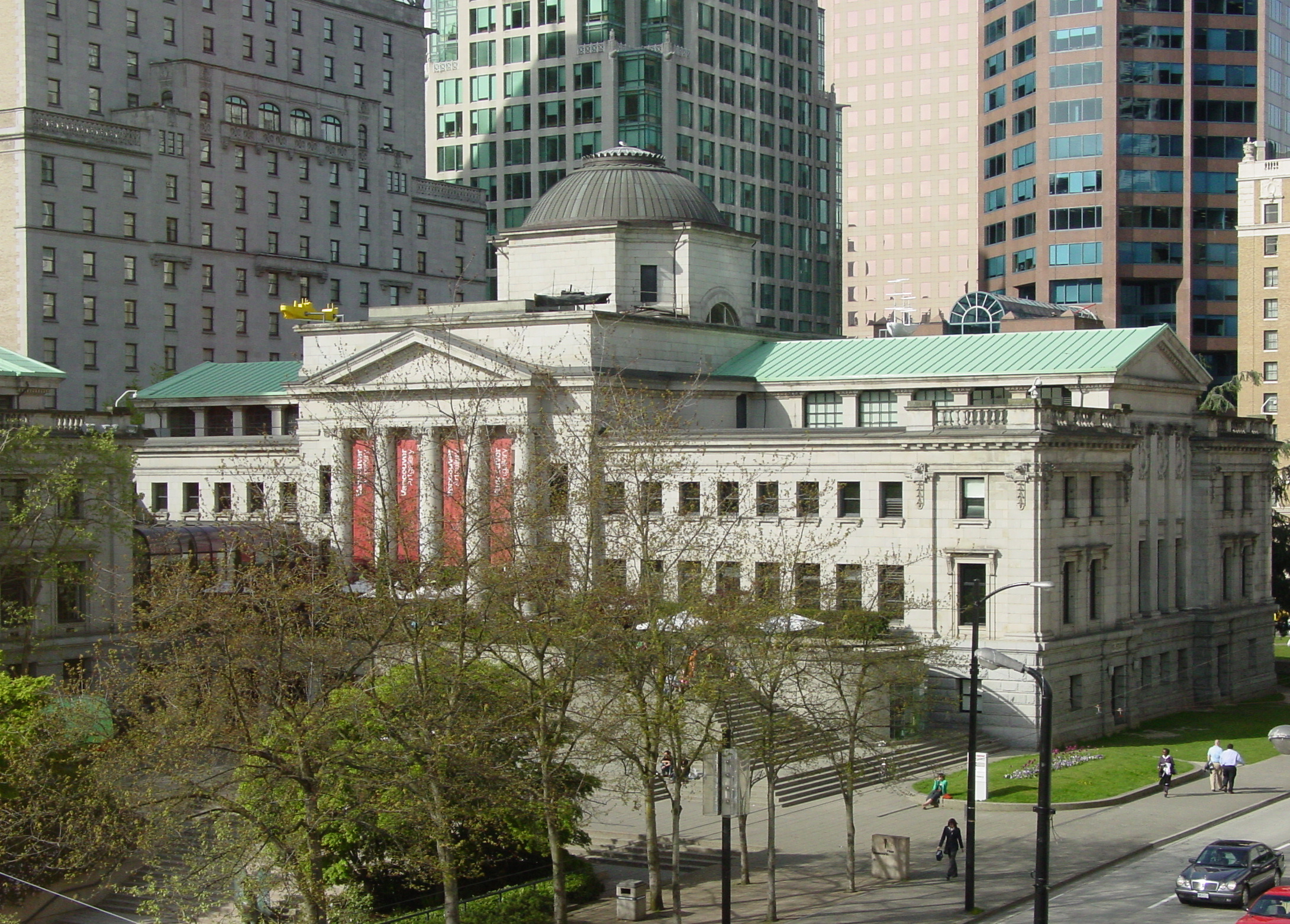
Galeria de Arte de Vancouver

As principais empresas de teatro em Vancouver incluem a Arts Club Theatre Company na Ilha Granville e a Bard on the Beach. Pequenas empresas incluem Touchstone Theatre e Studio 58. O Cultch, The Firehall Arts Centre, United Players, Pacific e Metro Theatres mantém temporadas de teatro contínuas. O Theatre Under the Stars produz espetáculos no verão em Malkin Bowl, no Parque Stanley. Os festivais anuais que se realizam em Vancouver incluem o Festival Internacional de Artes Performáticas PuSh em janeiro e o Festival Vancouver Fringe em setembro. A Vancouver Playhouse Theatre Company operou por 50 anos, mas fechou em março de 2012.
O Scotiabank Dance Center, um edifício bancário convertido na esquina de Davie e Granville, funciona como um local de encontro e de atuação para bailarinas e coreógrafos da cidade. O Dances for a Small Stage é um festival de dança semestral.
O Festival Internacional de Cinema de Vancouver, que funciona por duas semanas de setembro, apresenta mais de 350 filmes e é um dos maiores festivais de cinema da América do Norte. A sede do festival, o Vancity Theatre, executa filmes independentes não comerciais durante o resto do ano, assim como a Pacific Cinémathèque e os teatros Rio. Vancouver tornou-se uma importante cenário para a indústria cinematográfica e passou a ser conhecida como "Hollywood do Norte".
Entre as principais bibliotecas da cidade está a Biblioteca Pública de Vancouver, com sua filial principal na Praça da Biblioteca, desenhada por Moshe Safdie. O ramo central contém 1,5 milhão de volumes. No total, há vinte e duas sucursais com 2,25 milhões de volumes.
A Galeria de Arte de Vancouver tem uma coleção permanente de cerca de 10.000 itens e é o lar de um número significativo de obras de Emily Carr. No entanto, pouca ou nenhuma da coleção permanente está sempre em exibição. O centro da cidade também abriga a Galeria de Arte Contemporânea, que apresenta exposições temporárias de artistas de Vancouver. No distrito de Kitsilano estão o Museu Marítimo de Vancouver, o Centro Espacial H. R. MacMillan e o Museu de Vancouver, o maior museu cívico do Canadá. O Museu de Antropologia da Universidade da Colúmbia Britânica é um dos principais museus da cultura das Primeiras Nações da Costa Noroeste do Pacífico. Um museu mais interativo é Science World em False Creek. A cidade também possui uma coleção diversificada de Arte Pública.
A Escola de Vancouver de fotografia conceitual (muitas vezes referida como fotoconceitualismo) é um termo aplicado a um agrupamento de artistas locais que alcançaram o reconhecimento internacional a partir dos anos 1980. Não existe uma "escola" formal e o grupo permanece informal e muitas vezes controverso mesmo entre os próprios artistas, que muitas vezes resistem ao termo. Os artistas associados ao termo incluem Jeff Wall, Ian Wallace, Ken Lum, Roy Arden, Stan Douglas e Rodney Graham.

### Bibliotecas e museus

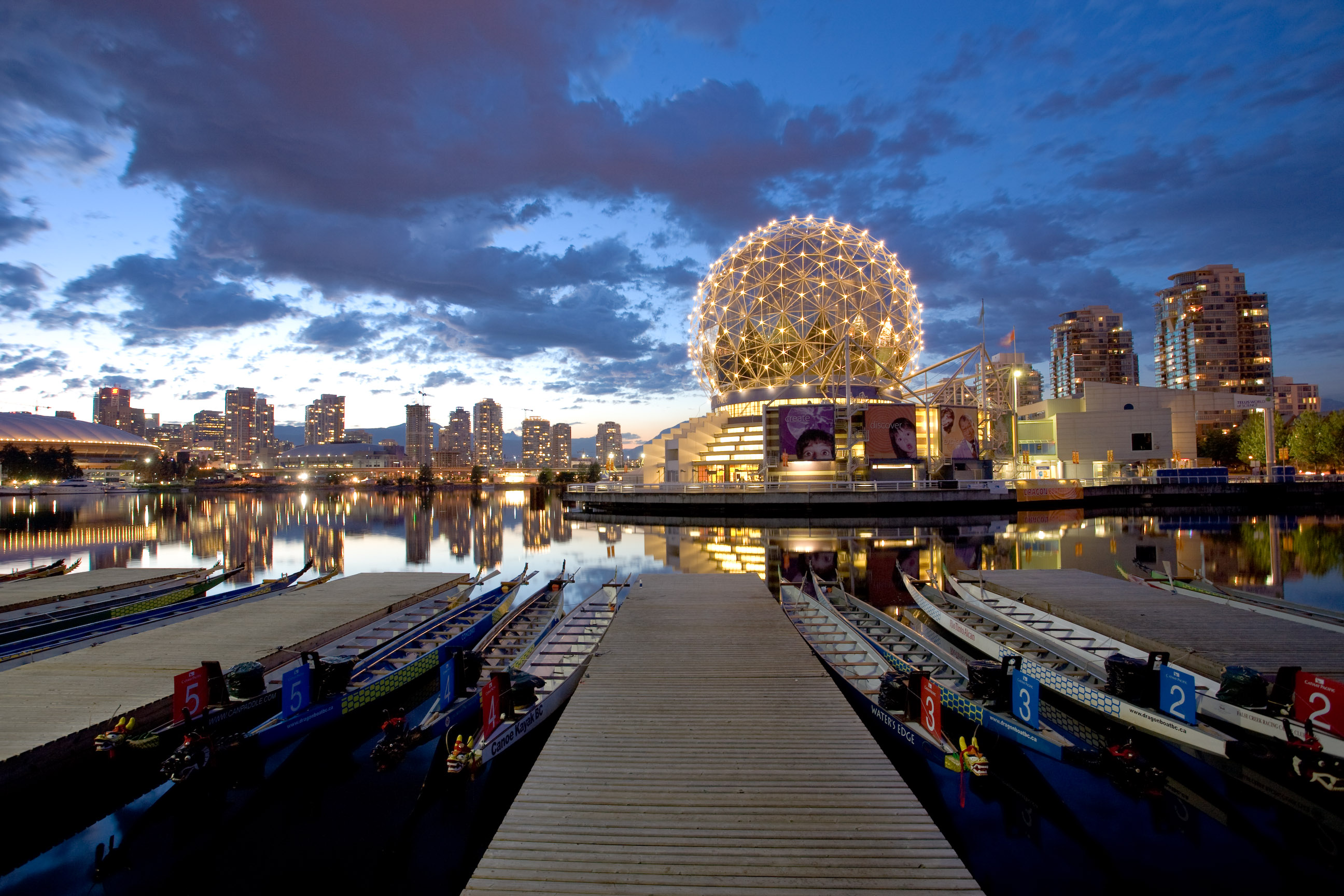
ScienceWorld é um centro de ciências interativo

As bibliotecas de Vancouver incluem a Biblioteca Pública de Vancouver, com sua filial principal na Library Square, projetada por Moshe Safdie. O ramo central contém 1,5  milhões de volumes. Ao todo, existem vinte e duas agências contendo 2,25  milhões de volumes. A Vancouver Tool Library é a biblioteca original de empréstimos para ferramentas do Canadá .
A Vancouver Art Gallery tem uma coleção permanente de quase 10.000 itens e é o lar de um número significativo de obras de Emily Carr .No entanto, pouca ou nenhuma parte da coleção permanente está sempre à vista. Downtown também abriga a Galeria de Arte Contemporânea (Vancouver), que exibe exposições temporárias de artistas emergentes de Vancouver. A Galeria de Arte Morris e Helen Belkin, com uma pequena coleção de obras contemporâneas, faz parte da Universidade da Colúmbia Britânica.
No distrito de Kitsilano estão o Museu Marítimo de Vancouver, o Centro Espacial HR MacMillan e o Museu de Vancouver , o maior museu cívico do Canadá. O Museu de Antropologia da UBC é um museu líder da cultura das Primeiras Nações da Costa Noroeste do Pacífico. Um museu mais interativo é o Science World, à frente de False Creek. A cidade também possui uma coleção diversificada de arte pública.

### Cinema
Vancouver tornou-se um local de grande filmagem de filmes, conhecida como Hollywood do Norte, uma vez que ficou em por várias cidades dos Estados Unidos. No entanto, ele começou a aparecer como ele mesmo em vários filmes. Entre os filmes ambientados na cidade e arredores, está o thriller americano Intersection de 1994, estrelado por Richard Gere e Sharon Stone; o thriller de fantasmas canadense de 2007 They Wait, estrelado por Terry Chen e Jaime King. Entre outros filmes, se destacam; Ballistic: Ecks vs. Sever (2002), Changeling (2008), Going the Distance (2004), The Hard Corps (2006), Kissed (1996), entre outros .
Os programas de televisão produzidos (mas não definidos) em Vancouver (que foram produzidos por estúdios americanos e canadenses) incluem 21 Jump Street, The 100, The 4400, Airwolf , Quase Humano, Arrow, Backstrom, Caprica, Cedar Cove, Chesapeake Shores, The Commish, Dark Angel, Agência Holística de Detetives de Dirk Gently, The Flash, The Good Doctor, Aborrecedores, Hellcats, Inteligência, iZombie, The Killing, The L Word, Life Unexpected, The Man in the High Castle, Once Upon a Time, Psych, Ceifador, Riverdale, Vampira, Smallville, Stargate SG-1, Supergirl, Supernatural, The Tomorrow People, os Magos, Tru Calling, Van Helsing, bruxas de East End e The X-Files .

### Esportes

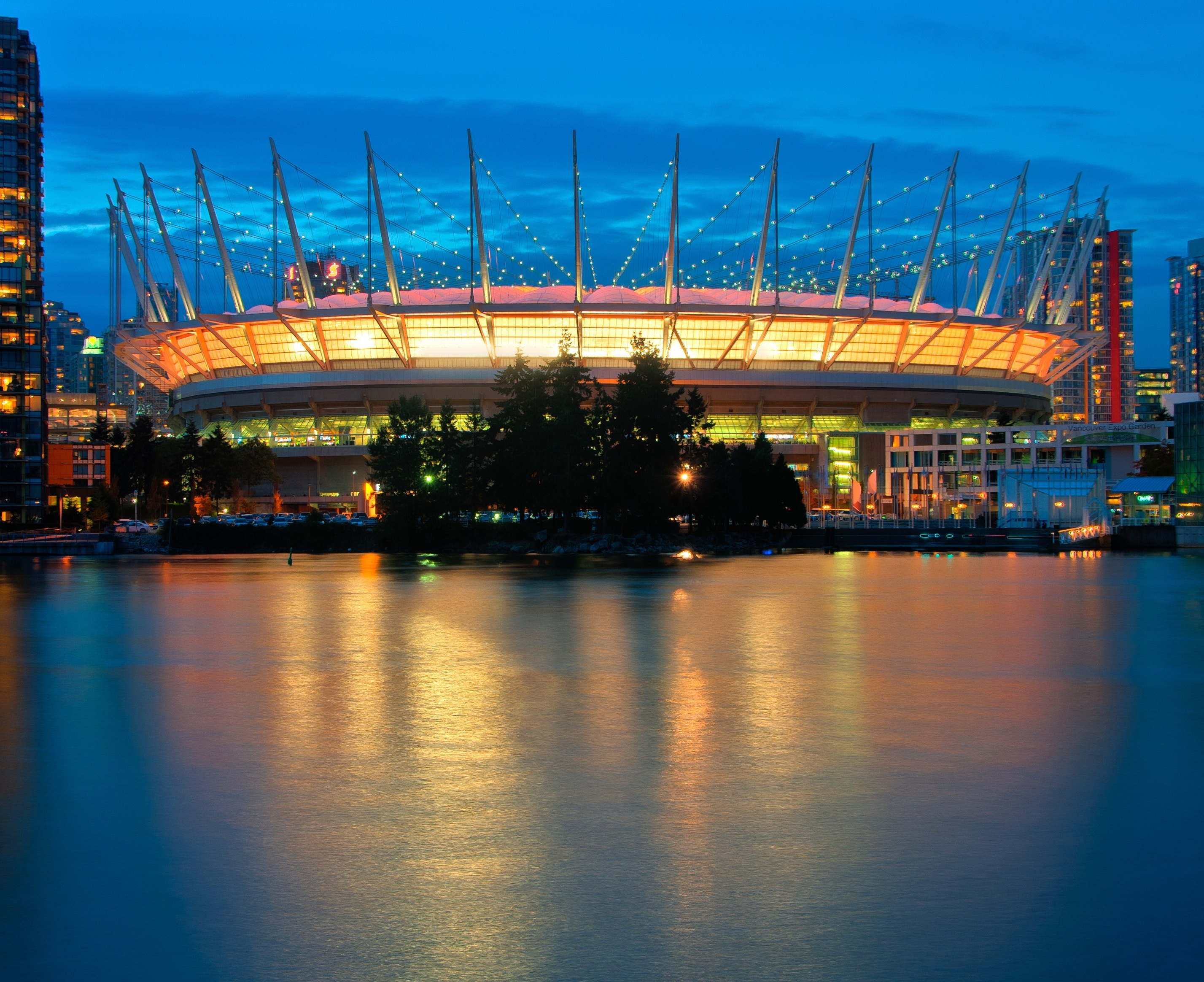
BC Place, casa dos BC Lions e dos Whitecaps FC e palco da abertura dos Jogos Olímpicos de Inverno de 2010

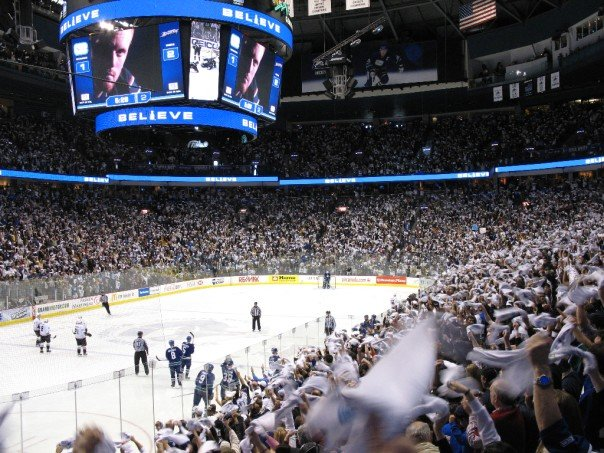
Rogers Arena, casa dos Canucks

O clima ameno da cidade e a proximidade com o oceano, montanhas, rios e lagos tornam a área um destino popular para recreação ao ar livre. Vancouver tem mais de 1.298 hectares de parques, dos quais o Parque Stanley, com 404 hectares, é o maior.
A cidade tem várias grandes praias, muitas adjacentes uma a outra, que se estendem da costa do Parque Stanley em torno de False Creek até o lado sul da Baía Inglesa, de Kitsilano até a University Endowment Lands (que também tem praias que não fazem parte da cidade propriamente dita). Os 18 km de litoral fornecem muitos tipos de desportos aquáticos e a cidade é um destino popular para entusiastas de passeios de barco.
Em uma viagem de 20 a 30 minutos do centro de Vancouver, estão as Montanhas North Shore, com três áreas de esqui: Montanha Cypress, Montanha Grouse e Montanha Seymour. Ciclistas de montanha criaram trilhas de renome mundial em toda a costa norte. O rio Capilano, Lynn Creek e o rio Seymour, também na North Shore, proporcionam oportunidades aos entusiastas de águas brancas durante os períodos de chuva e do derretimento da primavera, embora os cânions desses rios sejam mais utilizados para caminhadas e natação.
As corridas de corrida incluem o Vancouver Sun Run (uma corrida de 10 quilômetros) em abril; a Maratona de Vancouver, realizada em maio; e a Meia Maratona Scotiabank Vancouver realizada em junho. A Grouse Grind é uma subida de 2,9 km até a Montanha Grouse aberta ao longo dos meses de verão e outono, incluindo o evento anual Grouse Grind Mountain Run. As trilhas para caminhadas incluem o Baden-Powell Trail, uma árdua caminhada de 42 quilômetros de distância da Baía Horseshoe de West Vancouver até Deep Cove, no distrito de North Vancouver.
Em 2009, a Grande Vancouver hospedou os Jogos Mundiais dos Policiais e Bombeiros. O Estádio Swangard, na cidade vizinha de Burnaby, organizou os jogos da Copa do Mundo FIFA Sub-20 de 2007.